# Brommas skolhistoria
Brommas skolhistoria sträcker sig från 1600-talet fram till nutid.

## Innan 1920-talet
Brommas skolhistoria började vid 1600-talets slut, då kyrkoherde Johannes Vultejus (1639-1700) samlade barn till sockenkyrkan, Bromma kyrka. Johannes Vultejus var kyrkoherde i Riddarholmskyrkans församling och Bromma församling åren 1679-1700. År 1755 utnämndes komminister Erik Månström till "skolemästare".

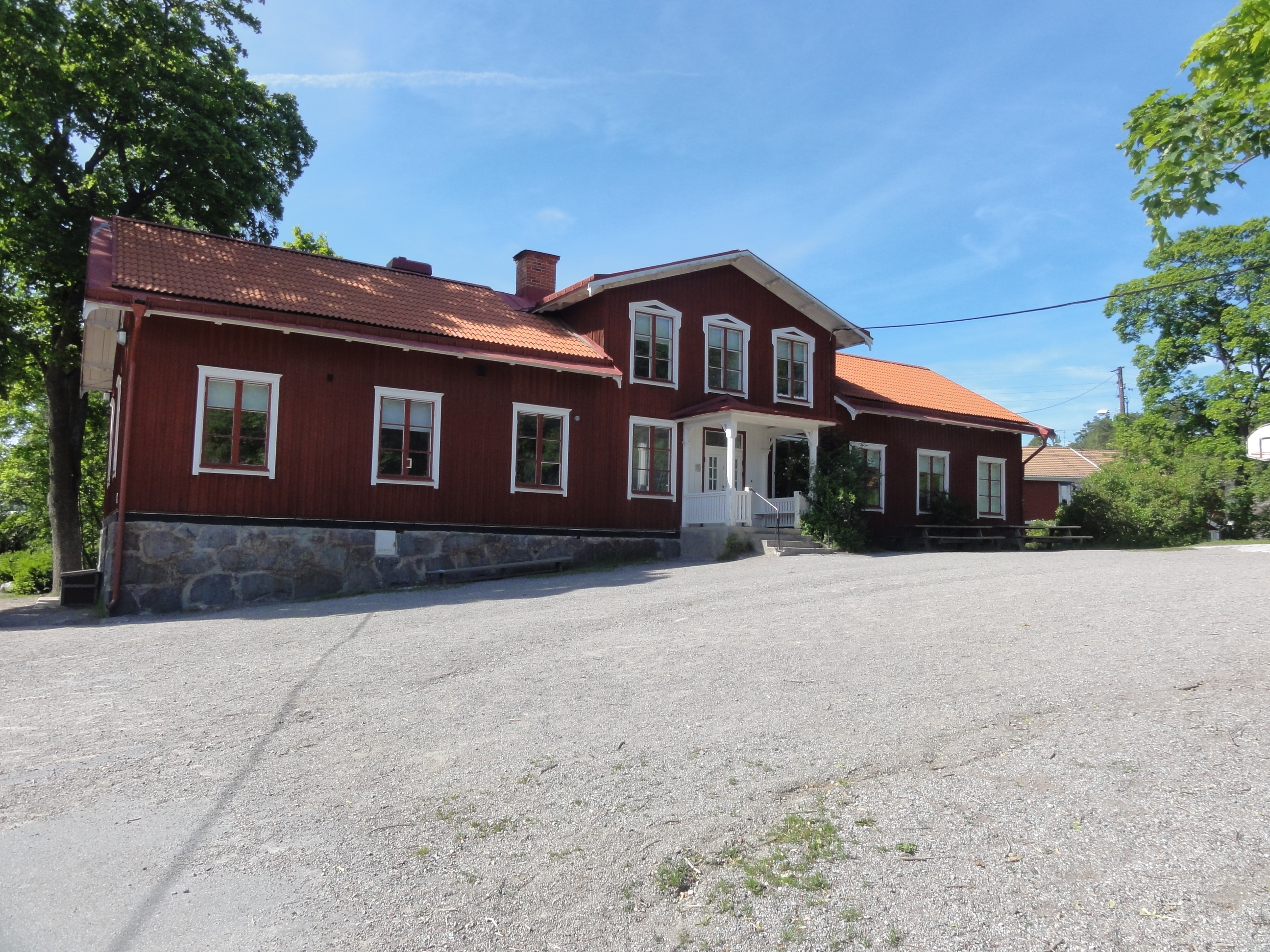
Bromma Kyrkskola är Stockholms minsta och äldsta skola, färdigbyggd 1864. Skolan ligger bredvid Bromma kyrka och tillhör Norra Ängby skola.

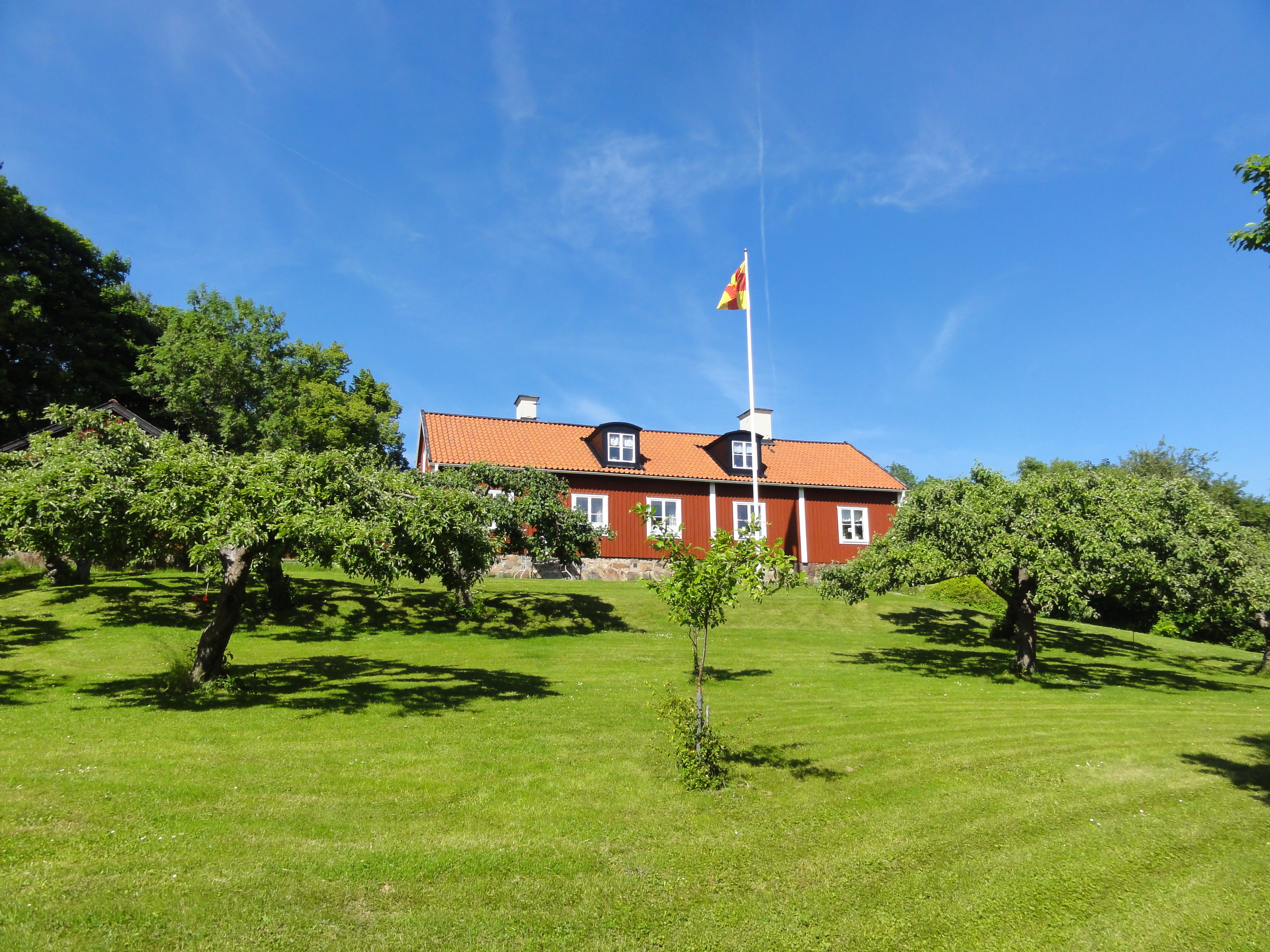
Prästgården vid Bromma kyrka var färdigbyggd 1850. Prästgården användes som skollokal i slutet på 1800-talet och i början på 1900-talet.

- Gamla Klockargården fungerade som den första skollokalen i Bromma. Klockarens arbete sedan mitten av 1600-talet bestod i att lära ungdomen att läsa och skriva. Klockaren skulle även vårda kyrkan och dess inventarier samt sköta klockringningen och bistå prästen med kungörelser, kollekt och kyrkobokföring. År 1755 började ordnad skolundervisning i Bromma socken på initiativ av den driftige kyrkoherden i Bromma, Abraham Pettersson.[2] Man antar att Klockargården byggdes för skoländamål. Den skulle vara både skollokal och bostad för komminister Erik Månström, som var lärare från starten och ända till 1793. Klockaren bodde här senare. När folkskolestadgan från 1842 antogs blev det lilla rum i Gamla Klockargården som hittills använts till skolsal alltmer otillräckligt. På 1930-talet användes byggnaden Gamla Klockargården som expedition för kyrkogårdsförvaltningen. Idag har församlingen här en lekskola. Den nuvarande byggnaden återuppbyggdes efter en brand år 1805.[3] Den nuvarande byggnaden uppfördes 1808, sedan den gamla hade förstörts vid en brand 1805.[4]

I början styrdes folkskolan i Bromma av det högsta beslutande organet i Bromma socken, det var sockenstämman. Så var det under den tid som Bromma socken var en administrativ enhet, det vill säga fram till 1862 års kommunalförordningar. Då delades Bromma socken i en kyrklig och en borgerlig kommun. Bromma sockenstämmas kyrkliga uppgifter övertogs då av kyrkorådet och sockenstämmans världsliga uppgifter övertogs av kommunalstämman.
Efter 1862 års kommunalreform styrdes folkskolan av kyrkorådet och först 1930 övertog kommunerna driften av skolorna. Skoltiden var från början inte reglerad, men 1878 togs en normalplan för 6-7-årig skolundervisningsform fram. Med 1882 års folkskolestadga blev den 6-7-åriga undervisningen obligatorisk. Vid sockenstämman 1862 togs ett beslut om att bygga en ny skola, Bromma kyrkskola. Den blev färdig 1864. Genom 1862 års kommunalförordningar blir Bromma socken kommun och Bromma skolor inrättas. Kommunalt självstyre infördes.
- Bromma kyrkskola eller Kyrkskolan ligger alldeles bredvid Bromma kyrka i stadsdelen Bromma Kyrka var färdig på sommaren 1864 att tas i bruk.[6] Skolan ligger på Terserusvägen 1 i Norra Ängby. Skolan tillhör organisatoriskt Norra Ängby skolas rektorsområde och Bromma stadsdelsområde. I skolans närhet finns också Prästgården, Klockargården, Klockstapeln och Sockenstugan. Det är Stockholms minsta och äldsta skola. Skolhuset är rött och ligger ovanför Bromma kyrkogård. Vid invigningen 1864 var kyrkskolan mycket efterlängtad. Trängseln för barnen i den Gamla klockargården var ibland stor. Skolan blev tillbyggd på 1885, då Bromma socken hade 223 skolbarn. Då tillhörde Sundbyberg också Bromma socken.[7] Här har sedan undervisning skett fram till idag, med avbrott för åren 1934-1964, då skolan disponerades av bland annat Bromma Ungdomsråd.[8]

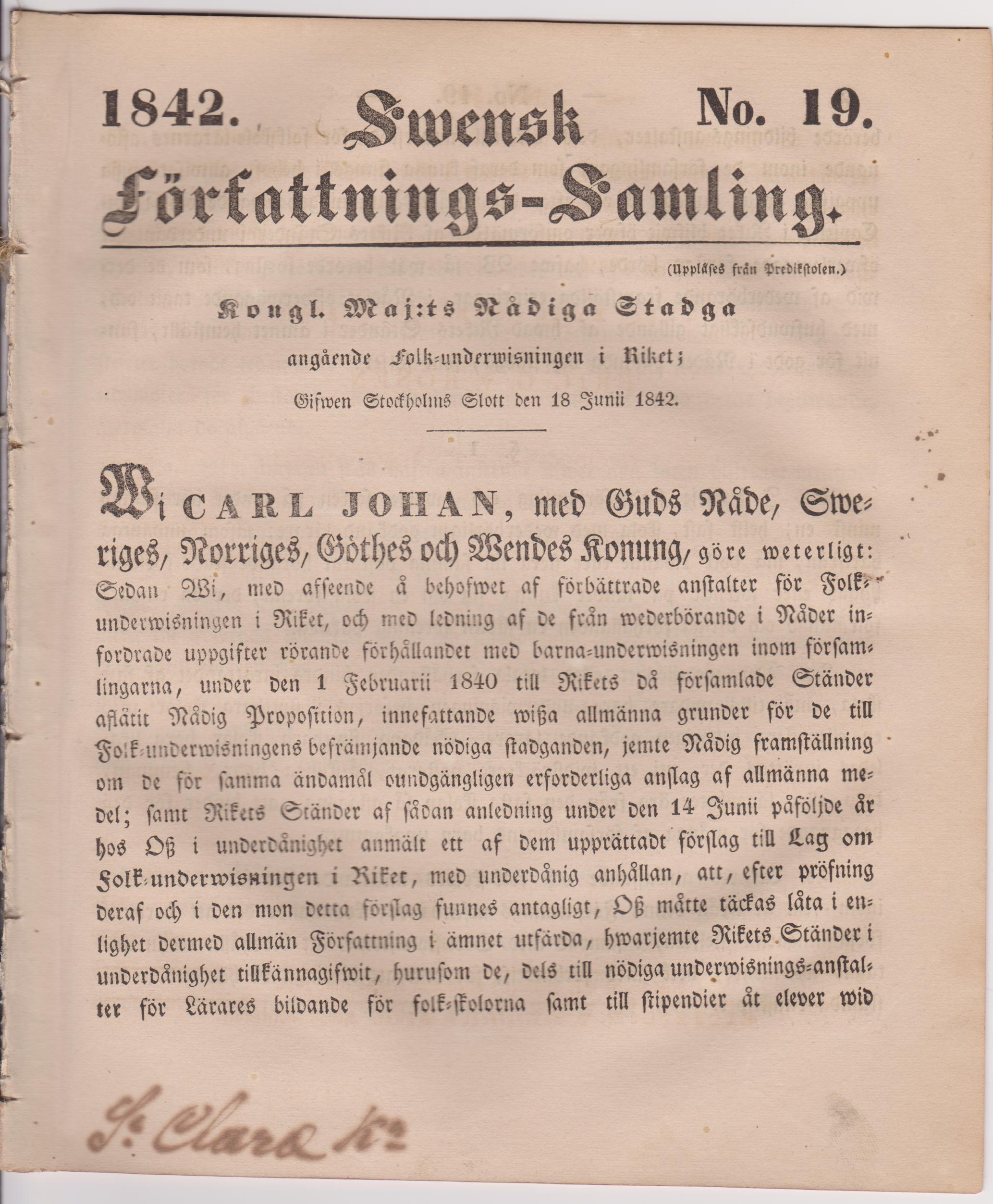
Den svenska Folkskolestadgan från 1842. Officiellt namn är Kongl. Maj:ts Nådiga Stadga angående Folk-underwisningen i Riket; Gifwen Stockholms Slott den 18 Junii 1842. Publicerad som Swensk Författnings-Samling nummer 19 1842. Det avbildade exemplaret kommer ur Klara församlings bibliotek i Stockholm.

När 1842 års folkskolestadga antogs, blev Klockargårdens lilla rum med tiden inte tillräckligt. Den hade fram till 1842 använts som skolsal. Bromma blev eget pastorat 1847 och Per Abraham Printz (1802-1878) utsågs till Bromma sockens förste kyrkoherde. Tidigare hade församlingen tilldelats en kyrkoherde i Stockholm som prebende, vilket var ett slags lönetillägg. Doktor Abraham Pettersson fick 1924 fick en väg uppkallad efter sig i kategorin "kyrkan och dess tjänare". Doktor Abrahams Väg är uppkallad "efter skolväsendets i Bromma första ordnare och kyrkoherde, Dr A. Pettersson, f. 1724, d. 1763". Doktor Abraham Pettersson (1724-1763) var den förste som ordnade Brommas skolväsende, han var kyrkoherde i Bromma och blev känd över hela landet som en av sin tids mest framstående predikanter och han var endast 28 år gammal när han 1752 blev kyrkoherde i Riddarholmen och Bromma.
När Bromma blev eget pastorat 1847 utsågs Per Abraham Printz till socknens förste kyrkoherde. Vid sockenstämman 1862 lyckades kyrkoherde Printz få igenom ett beslut om att bygga en ny skolbyggnad. Den blev färdig 1864. Redan 1885-1886 var den för trång och man utökade skolan åt söder med ytterligare en skolsal och dessutom två lägenheter för skolans lärare. På 1920-talet blev skolan återigen för trång och 1930 kunde man ta den nya skolan i Norra Ängby i bruk. Kyrkskolan används fortfarande och där fanns 1997 åk 1 och 2.
- Prästgården vid Bromma kyrka användes som skollokal i slutet på 1800-talet och i början på 1900-talet.[10]
- Sockenstugan, som ligger som en flygel öster om prästgården, en röd stuga, som oftast kallas Sockenstugan, eftersom sockenstämmorna ofta hölls där förr i tiden. Stugans äldsta delar, bland annat grunden, anses härstamma från 1600-talet. Den fungerade som prästgård fram till 1850, då den nuvarande byggdes. Sockenstugan är en av Stockholms äldsta träbyggnader. Från 1850 har stugan tidvis varit bostad för gårdsfolket och ibland skollokal.[11] 1964 genomfördes en genomgripande restaurering under ledning av arkitekt Ragnar Hjorth. De tre rummen gavs därvid olika tidsprägel. Ett fick då inredning med 1600-talsstil, ett hade gustavianska möbler och ett nyrokoko från sent 1800-tal. Vid en ny renovering 1996 togs de tidstypiska möblerna bort. Sockenstugan används i dag som samlingslokal för kyrkans verksamhet, till exempel för kaffedrickning efter morgongudstjänsten uppe vid klockstapeln på Kråsberget på Kristi Himmelfärdsdag.[12]
- Riksby fick en småskola 1877 och "förstaklassarna i Riksby var nog glada åt sin småskola, men när de kommit upp i storskolan, som det hette på den tiden, fick de gå till kyrkskolan." Den nya Riksbyskolan byggdes 1944 på Riksbyvägen 40-42 i kvarteret Gångmattan 2, Bromma. Arkitekt var Paul Hedqvist i samarbete med Stig Ödeens ingenjörsbyrå, som ritade skolan 1943-1945.[13] Idag heter skolan Internationella Engelska Skolan Bromma med grundskoleklasser 4-9.[14]. Två år senare, 1946, var Abrahamsbergs och Södra Ängby folkskolor färdiga att ta emot sina första klasser. Ulvsunda folkskola byggdes 1948.
- Sundbyberg var socknens tredje skola. Skolan byggdes 1880. År 1883 tas Sundbybergs första skolhus i bruk. Sundbyberg tillhörde Bromma landskommun fram till 1888, då Sundbyberg bröts ut ur Bromma landskommun för att som köping bilda egen kommun, som Sundbybergs köping. 1927 ombildades köpingen till Sundbybergs stad. År 1909 blev Sundbyberg egen församling genom utbrytning ur Bromma församling, och 1912 kunde Mariehällsbarnen och Bällstabarnen flytta in i en alldeles ny skola i Bällstalund (Bällstalunds folkskola). Skolan var inte riktigt klar när läsåret började. Sundbybergs köping fanns åren 1888-1926 och hade tillkommit genom utbrytning ur Bromma landskommun.

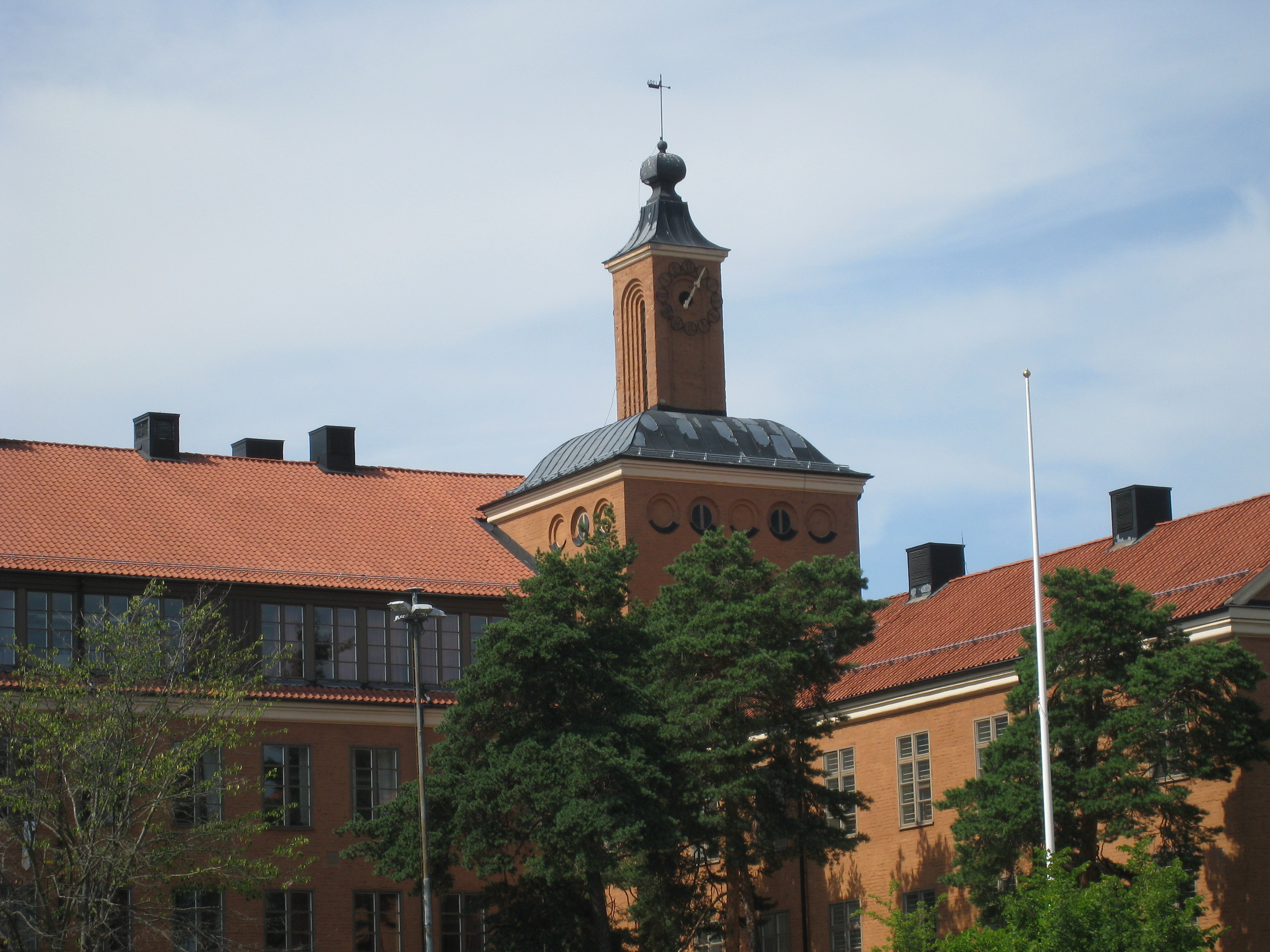
Alviksskolans Tornskola, B-byggnaden, byggdes 1925 och ritades av arkitekt Georg A. Nilsson.

- Alviksskolan, byggår 1899, Tranebergsvägen 69-79, Bromma. År 1882 byggde man en skola i trä i Alvik och "Bromma skola" i Alvik kunde tas i bruk. Det första huset var "det röda trähuset", det skolhuset var klart 1898. Arkitekter var Georg A. Nilsson (1871-1949), Ahrbom & Zimdahl, det vill säga arkitekt Nils Ahrbom (1905-1997) och Helge Zimdahl (1903-2001) och Lovén & Zimdahl, det vill säga SAR arkitekt Einar Lovén, född 1912, tillsammans med Helge Zimdahl.[15] Det var genom en donation 1898 av firma Lars Montén av området, Skolhustomt nr 1, att användas till skola vid Alvik, enligt protokoll från Bromma församlings kyrkostämma den 21 mars 1898. Alviks skola är sedan utbyggd i etapper från 1882. År 1898 blev nästa skolhus (A-huset) klart i Alvik. År 1900 får Sundbyberg ett likadant skolhus. År 1909 byggs A-huset i Alvik till. 1912 byggs Bällstalundsskolan.

Både Alviksskolans Tornskola (1925) och Sundbybergs skola är ritade av arkitekt Georg A. Nilsson. Träbyggnaden vid Alviks skola finns inte kvar. Den låg på samma plats som den nuvarande skolan, men redan sexton år senare måste man sätta igång ett storbygge, som undan för undan har vuxit till den stora skolan på berget ovanför spårvägshallarna. Strax före sekelskiftet vid 1900 byggdes de första av de nuvarande skolbyggnaderna på höjden, och de utökades så småningom till hela skolkomplex med fyra huvudbyggnader, som ligger där uppe. Den byggnad som syns runt om i hela omgivningen är den med det lilla tornet. I den äldsta av Alviks skolbyggnader fanns det tidigare ett unikt skolmuseum. Den dominerande byggnaden är från 1925, som kallas Tornskolan (B-byggnaden) och tillhör Alviksskolan, ligger på Tranebergsvägen 79. Arkitekt till den skolbyggnaden, som invigdes 1925, är Georg A. Nilsson (1871-1949). Georg A. Nilsson skulle med tiden bli en av Sveriges främsta skolarkitekter, han ritade 23 skolor. På KTH hade han träffat Nils Ahrbom, som han drev arkitektkontoret Ahrbom & Zimdahl tillsammans med åren 1927–1951.

## 1920-talet

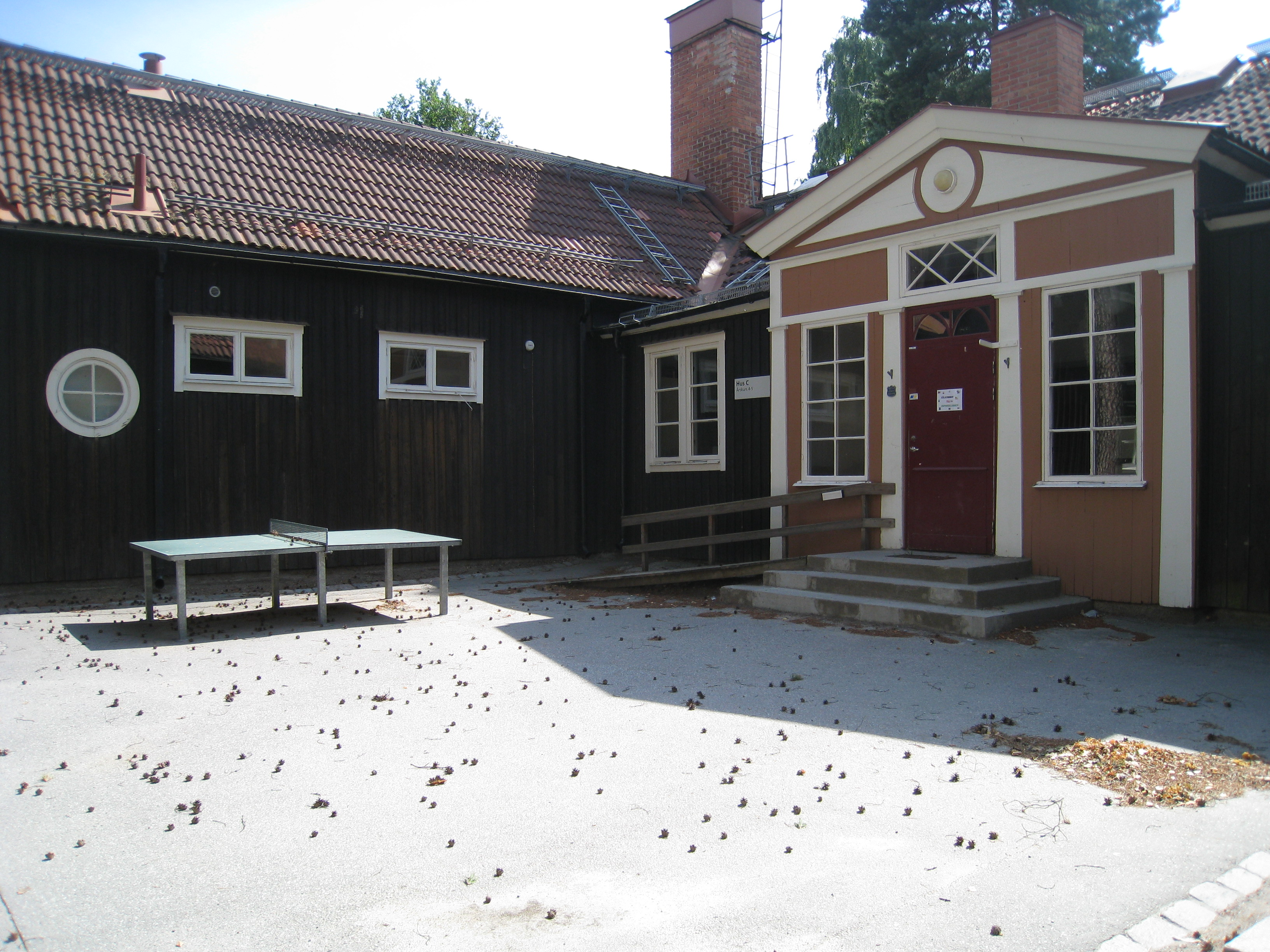
Smedslättsskolan vid Drömstigen 32 byggdes 1923. Arkitekt var Erik Arlon. Byggnaden från Anno 1923 kallades Drömstigens skola.

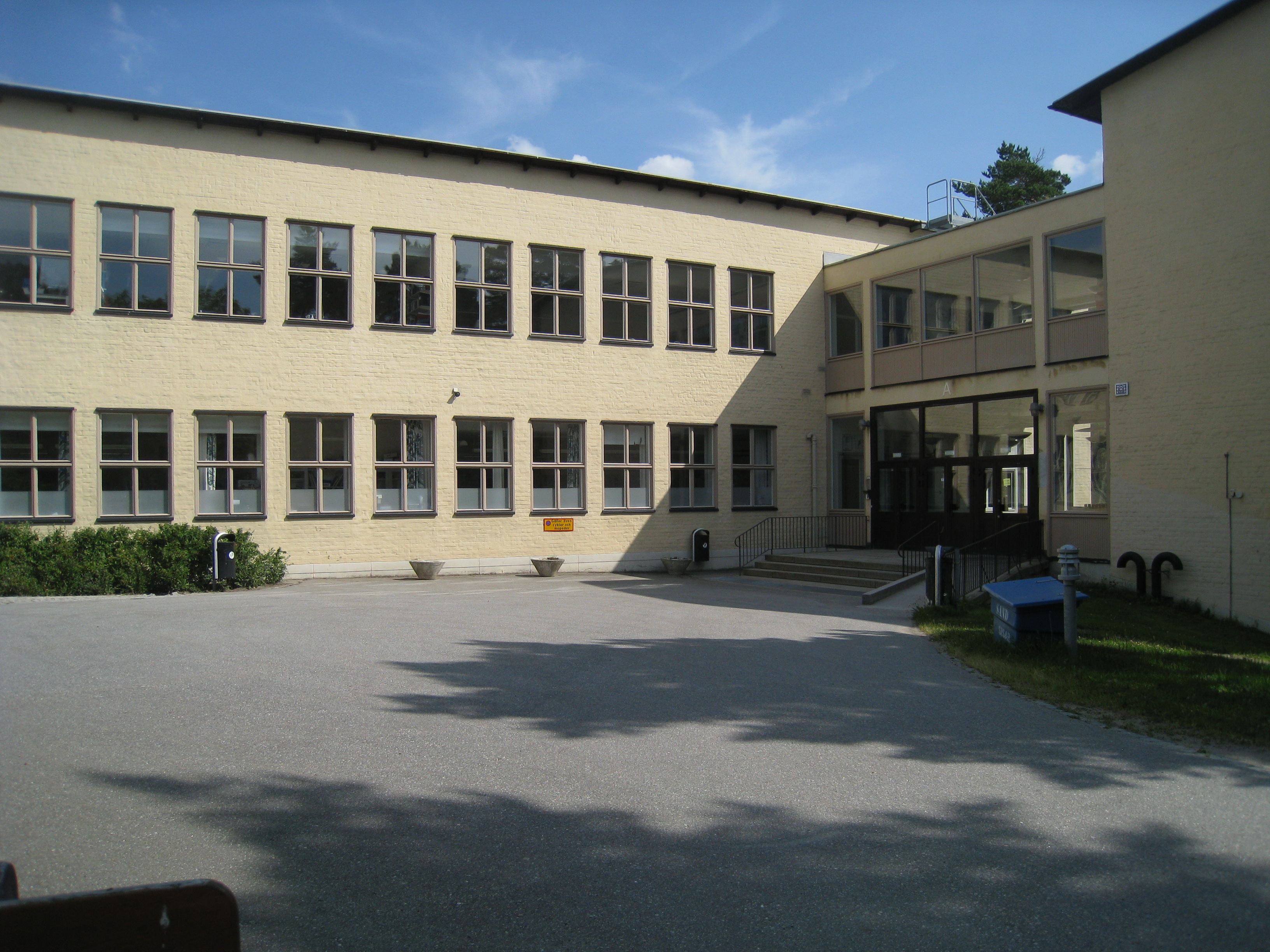
Äppelviksskolan vid Alviksvägen 97 uppfördes 1941. Den östra flygeln av Smedslättens folkskola byggdes in i den nya skolbyggnaden, ritad av Paul Hedqvist.

1916 uppgick Bromma i Stockholms stad och Bromma folkskolor inrättades och 1922 inrättades ”Skolvillan” vid Alléparken, i det som senare blev Posthuset. 1925 byggdes Tornskolan, det tredje skolhuset vid Alviks skola (B-byggnaden).
- Smedslättsskolan vid Drömstigen 32-36, var Brommas äldsta privatskola, Äppelvikens privata elementarskola. Skolan byggdes som en flickskola 1923. Arkitekt var 1923 och 1936 Erik Arlon. Undervisning i årskurserna 1-5, det vill säga årskurs 1, 2, 3, 4, och 5 samt Förskoleklass.[17] Från första början var det en elementarskola, som grundades 1920. Det var bara äppelviks- och smedslättsbarn i de lägsta förberedande klasserna, som undervisades. De hade inte ens några egna klassrum, utan lärarna gick hem till dem och höll lektioner. Närmaste folkskola låg i Alvik och det fanns ännu inte spårväg längre än till Äppelviken och då förstår man att Smedslättsskolan behövdes. 1923 byggde man en liten villa, som innehöll två klassrum och ett lärarinnerum. Den låg vid Drömstigen, där numera Smedslättsskolan ligger. De 25 barnen gick i elementarklasserna. De klasserna motsvarar våra dagars tredje och fjärde klass. Förberedande klasserna läste ännu i hemmen. Skolan byggdes till flera gånger, bland annat 1936. År 1933 hade skolan 235 elever. År 1934 fick skolan, som numera var enbart för flickor, rätt till normalskolekompetens. I juni 1935 kunde den första "flickåttan" hämta avgångsbetygen. Vid den tiden var flickskolan åtta klasser. Senare ändrades utbildningen och byggde på fjärde klass i folkskolan och flickskolan blev sju klasser. Skolan fick en tillbyggnad av sten 1936-1937 och man tänkte då riva den gamla träbyggnaden och bygga nya, moderna lokaler. Så blev det inte. I juli 1939 övergick skolan till kommunen. Nya lokaler uppfördes 1939 på Smedslättens folkskolas tomt vid Alviksvägen 97. Skolhuset från 1924 byggdes in i den stora skola, som togs i bruk 1941. Skolans huvudbyggnad ritades av arkitekt Paul Hedqvist (1895-1977) och uppfördes 1924. År 1942, ett par år efter flickskolans flyttning till Alviksvägen, byggdes Äppelviksskolan (Bromma kommunala flickskola) ut. Den avlånga flygelbyggnaden och idrottsavdelningen tillkom 1942. Sedan dess har idrottsbyggnaden renoverats 1994 och 1997 totalrenoverades övriga delar av skolan.[18]
- Äppelviksskolan på Alviksvägen 97 byggdes 1924 och skolan var tidigare Bromma kommunala flickskola fram till 1964, då de kommunala flickskolorna avskaffades. Den ursprungliga Äppelvikens elementarskola grundades 1920 och är nu Smedslättsskolan och ligger på Drömstigen 32. Skolbyggnaden vid Alviksvägen 97 uppfördes efter ritningar av arkitekt Georg A. Nilsson. När den nuvarande Äppelviksskolan uppfördes 1941 byggdes den östra flygeln av folkskolan in i den nya skolbyggnaden, ritad av Paul Hedqvist. Hedqvists skola uppfördes som Bromma kommunala flickskola och hette så fram till 1968, då den anpassades till kommunal grundskola, Äppelviksskolan.[19] Genom ett riksdagsbeslut 1962 infördes den 9-åriga grundskolan. Då fick skolan vid Alviksvägen namnet Äppelviksskolan och nu går eleverna på skolan från årskurs 6 till årskurs 9.[20][21]

### Historien om Äppelviksskolan och Smedslättsskolan
- Smedslättens skola på Alviksvägen 97 blev 1924 Smedslättens första folkskola. Skolbyggnaden blev färdigbyggd 1924 och kunde då tas i bruk och fungerade som folkskola 1924-1939. År 1939 byggdes den gamla folkskolan i Smedslätten in i det som idag är Äppelviksskolan, men som mellan 1939 och 1964 var Bromma kommunala flickskola. I våra dagar går smedslättsbarnen i gamla flickskolans första byggnad från 1923 på Drömstigen 32. En kort tid fanns även en skola i en villa i Alléparken, "skolvillan vid Alléparken i Äppelviken", som byggdes 1922. I skolvillan fanns det 4 salar.
- Flickskolan på Drömstigen 32 byggdes år 1923 och var då flickskola. I våra dagar går smedslättsbarnen i gamla flickskolan på Drömstigen. En kort tid fanns även, såsom nämnts ovan, en skola i "skolvillan vid  Alléparken i Äppelviken".

## 1930-talet
I början av 1930-talet fick Bromma flera nya skolor, och 1939 fick Alviksskolan sitt fjärde skolhus (C-byggnaden). 1939 blev också den tidigare Äppelviksskolan vid Drömstigen i Smedslätten Bromma kommunala flickskola och 1941 flyttde flickskolan därifrån tillbaka till Alviksvägen 97, där den var flickskola fram till mitten av 1960-talet, då skolan blev Äppelviksskolan.
- Ålstensskolan byggdes 1928 och invigdes 1929, den ritades av arkitekt Ture Ryberg. Tidigare var det Ålstens folkskola. Skolan ligger på Nyängsvägen 72-80 och har undervisning i årskurserna 1-5 samt förskoleklass.[22]
- Essinge skola på Stora Essingen byggdes 1931 och ritades av arkitekt Ture Ryberg, idag Lycée Français Saint Louis, Lycée Français Saint Louis de Stockholm på Essingestrålket 26-28 på Stora Essingen. På 1930-talet tillhörde Essingeöarna Bromma församling.
- Norra Ängby skola grundades redan 1930. Skolan byggdes 1936 och den nya byggnaden invigdes samma år, den ritades av arkitekt Ture Ryberg. Skolan ligger på Vultejusvägen 20 samt Vultejusvägen 16, 19 och 20. Idag är den en kommunal grundskola med cirka 750 elever och cirka 115 anställda med undervisning i årskurserna 1-5 samt förskoleklass.[23]
- Olovslundsskolan byggdes 1931 och ritades av arkitekt Paul Hedqvist som Olovslunds folkskola. Skolan ligger i hörnet av Åkerslundsgtan 3 vid Gustav III:s Väg 59-61 och Olovslundsvägen 23 och bedriver undervisning i årskurserna 1-5 samt förskoleklass.[24] I samlingssalen finns Sven Erixsons målning Nils Holgersson, uppsatt år 1935 och beundrad på plats av Selma Lagerlöf.
- Höglandsskolan är en kommunal skola vid Höglandstorget och skolan grundades 1931 som en friskola. Skolan är en så kallad vertikalskola, med alla klasser från förskola upp till gymnasiet. På gymnasiet finns det två program, naturvetenskapligt och samhällsvetenskapligt program. Skolan utmärker sig genom sin lilla storlek och sin estetiska inriktning. Sedan augusti 2012 är Höglandsskolan en grundskola med årskurserna 1-9 och Förskoleklass. Skolbarnomsorg erbjuds till alla elever i F-3. Öppen fritidsverksamhet erbjuds till alla elever i F-6. Skolan har drygt 400 elever med paralleller i årskurserna F, 1, 2, 6 och 7. I de övriga årskurserna finns den en klass av varje. Skolan har en estetisk profil som ger en fördjupad utbildning i bild, musik och drama.

Höglandsskolan var den andra privatskolan i Bromma och byggdes 1931 av Manne Ingelög, som hade en pedagogisk idé som överensstämmer väl med dagens kunskaper om inlärning och med läroplanens intentioner. Hans tanke var att varva praktiskt och teoretiskt arbete, vilket resulterade i skolans estetiska profil. Detta har visat sig ge eleverna goda studieresultat. Det var från början en stiftelse, som arbetade efter nya idéer. Höglandsskolan blev en föregångsskola med traditioner. Praktiskt arbete och friluftsliv var två av nyheterna.
Redan hösten 1930 startade den lilla experimentskolan hos Manne och Brita Ingelög sin verksamhet i en villa på Hackspettsvägen 25. Lagom till höstterminen 1931 stod den första lilla flygeln färdig på "knallen på Höglandstorget" och verksamheten kunde ta sin början. Skolan blev snabbt för liten och måste två gånger byggas ut. Den nya samlingssalen fick på kvällarna även tjänstgöra som biograf. Höglandsbiografen ligger vid ena kortändan av Höglandsskolan. Biografen, liksom skolan, är byggd i funktionalistisk stil och uppförd i etapper 1931-1938 efter ritningar av arkitekten Gustaf Birch-Lindgren (1892-1969).
- Bromma gymnasium, tidigare Bromma läroverk, ligger på Nyängsvägen 152-154 i kvarteret Mossen i Stora Mossen på den plats, där en gång Stora Mossens gård låg. Över 1300 personer deltog i invigningen den 18 maj 1937, som förrättades av kung Gustav V och av ecklesiastikministern. Kungen lyckönskade Bromma till det nya läroverket och uttryckte en förhoppning om att inom dess murar alltid "måtte danas en ungdom värdig att representera Sverige". Bromma läroverk bestod av realskola och gymnasieskola. Skolan var Sveriges största med drygt 1200 elever. Skolan är byggd i funktionalistisk stil och började byggas 1935. Redan året därpå kunde de först klasserna flytta in i de halvfärdiga byggnaderna. Läroverket kostade nära två miljoner att bygga. Skolbyggnaden totalrenoverades 2006-2007. Ritningarna till Bromma läroverk (senare Bromma gymnasium) är signerade arkitekt Paul Hedqvist och Stig Ödéens ingenjörsbyrå. Paul Hedqvist ritade även radhusen på Ålstensgatan i Bromma och ett flertal skolor i Stockholm.[26]

Bromma gymnasium är idag en gymnasieskola. 1966 bytte skolan namn från Högre Allmänna Läroverket i Bromma till Bromma gymnasium Under den tid skolan var högre allmänt läroverk fanns både fyra och femårig realskola samt ett fyraårigt realgymnasium med matematik, kemi och fysik som huvudämnen och ett fyraårigt latingymnasium med latin som huvudämne men där man även kunde läsa (klassisk) grekiska. Alla måste genomgå inträdesprov i matematik och svenska med godkänt betyg för att bli antagna till realskolan.

## 1940-talet
1940 blev Alvik eget överlärardistrikt. 1941 flyttade flickskolan, som nu hade blivit kommunaliserad och hette Bromma kommunala flickskola, från sina lokaler vid Drömstigen 32 och till Alviksvägen 97, i den byggnad som idag är Äppelviksskolan.
- Riksby skola, den nya skolan i Riksby ligger på Riksbyvägen 40-48 och är idag Internationella Engelska Skolan, den var färdigbyggd 1945.
- Abrahamsbergsskolan byggdes 1946 och arkitekt var Paul Hedqvist, Gustav III:s väg 2-4, Ritarvägen 9-11, Bromma, undervisning i årskurserna 1-9, det vill säga åk 1, 2, 3, 4, 5, 6, 7, 8, och 9 samt Förskoleklass.[28]
- Södra Ängby skola, Blackebergsvägen 100 i Södra Ängby byggdes 1946 efter ritningar av arkitekten Ture Ryberg. Skolan renoverades samt byggdes till år 2008/2009. Södra Ängby Skola omfattar årskurs F–9.
- Ängby samrealskola startade 1943, först i Alviksskolans lokaler, 1944 i lokaler vid  Riksbyvägen och från 1947 i Abrahamsberg i Abrahamsbergsskolan. Den fick 1947 namnet Nya elementarskolan i Ängby och sammanslogs 1950 med Nya Elementarskolan i Stockholm och tog då det senare namnet.[29]
- Nya elementarskolan i Stockholmflyttade till Åkeshov 1948  och är idag en modern F-9-skola, en kommunal grundskola med undervisning från åk 1-9 samt förskoleklass
- Ulvsundaskolan byggdes 1948 och ligger på Johannesfredsvägen 45 i Johannesfred i Ulvsunda. Arkitekt var Björn Hedvall.[30] I Ulvsundaskolan finns väggmålningar utförda av konstnären Einar Forseth 1951. Ulvsundaskolan är en kommunal grundskola. Skolan har fyra klasser, klass 1, 2 och 3 samt Förskoleklass. Ulvsundaskolan är en annexskola till Alviksskolan.

## 1950-talet
- Baracken på Alviksskolan byggdes 1950 och 1958 blev Alvik rektorsområde.
- Lilla Essinge folkskola byggdes 1952.
- Blackebergsskolan blev färdig 1952. Åren 1952-1969 hette skolan Blackebergs folkskola. Skolan ritades 1951 och arkitekt var Åke E. Lindqvist (1914-1987). Skolan, som ligger på Björnssonsgatan 132 i Blackeberg har två parallellklasser i alla årskurser från förskoleklasser, grundskoleklasser årskurs 1-4 samt en klass i årskurs 5. Skolan har ca 220 elever.[31] Skolan byggdes 1951. Arkitekt var Åke E. Lindqvist (1914-1987).[32]
- Blackebergs gymnasium på Wergelandsgatan 22 i Blackeberg i Bromma byggdes 1952. Skolan grundades 1949 som Blackebergs samrealskola och kommunala gymnasium. Nu är det bara gymnasium och är arbetsplats för över 1.000 elever, fördelade över samhällsvetenskapsprogrammet (med inriktningarna samhällsvetenskap, kultur, ekonomi och ekonomi med kinesisk inriktning), naturvetenskapsprogrammet (med inriktningarna naturvetenskap och matematik-datavetenskap), samt specialutformade program för invandrare (IVIK och PRIVIK). Arkitekt var Gunnar Forszén (1908-1966) tillsammans med arkitekten Åke E. Lindqvist (1914-1987) och skolbyggnaden uppfördes 1952.[33]. Skolan leddes länge av sin entusiastiske rektor, David Törnblom. Stengodsreliefen på fasaden är gjord av konstnären Elis Eriksson (1906-2006) och symboliserar undervisningsämnen.[34]

## 1960-talet
- 1965-1971 byggdes Kristofferskolan, som är en waldorfskola i stadsdelen Åkeslund med årskurser 1-9 (grundskola) och 10-12 (gymnasium). Där får eleverna lära sig smide, musik, teater, eurytmi, bokstäver, matematik, fysik, kemi, miljö, träslöjd och om universum. I de lägre årskurser gör eleverna sina egna läroböcker. Skolan är ritad 1966 av arkitekt Erik Asmussen (1913-1998).
- Alviks skolhus från 1882 rivs 1967 och hörselklassernas hus (D-huset) tillkommer i Alvik
- 1967 byggdes Nockebyhovsskolan, Tyska Bottens väg 68 (egentligen nummer 62, 64 och 68), vid korsningen av Semestervägen, Bromma. Skolan byggdes 1967. Skolan är en kommunal skola tillhör skolenheten Olovslund-Nockebyhov. Nockebyhovsskolan är en liten skola med totalt fyra klasser, skolan har endast klass 1-3 och förskoleklass. Arkitekt ej angiven.[35]

## 1970-talet till våra dagar
I början av 1970-talet upphörde folkskolan i Sverige och ersattes av grundskolan. På 1990-talet var det ont om gymnasister i Bromma. Däremot var grundskolorna sprängfyllda med grundskoleelever när ytterligare nya bostadsområden planerats och byggts blev grundskolefrågan akut. Man måste starta en ny grundskola i Bromma. Projekteringsarbetet pågick i flera år, och till slut valde staden och stadsdelen Åkeshov att gemensamt satsa på Nya Elementars ärevördiga lokaler, som krävde en total ombyggnad och renovering för att kunna fungera som modern F-9-skola. I samråd och samarbete med stadsantikvarien, som bevakat arkitekturens ursprungliga kvalitéer, har skolan sedan 1999 byggts om och standarden har förbättrats. Nya Elementar är i dag en fullt utbyggd F-9-skola och träningssärskola med cirka 810 elever och en personalstyrka om cirka 110 personer.

## Bilder

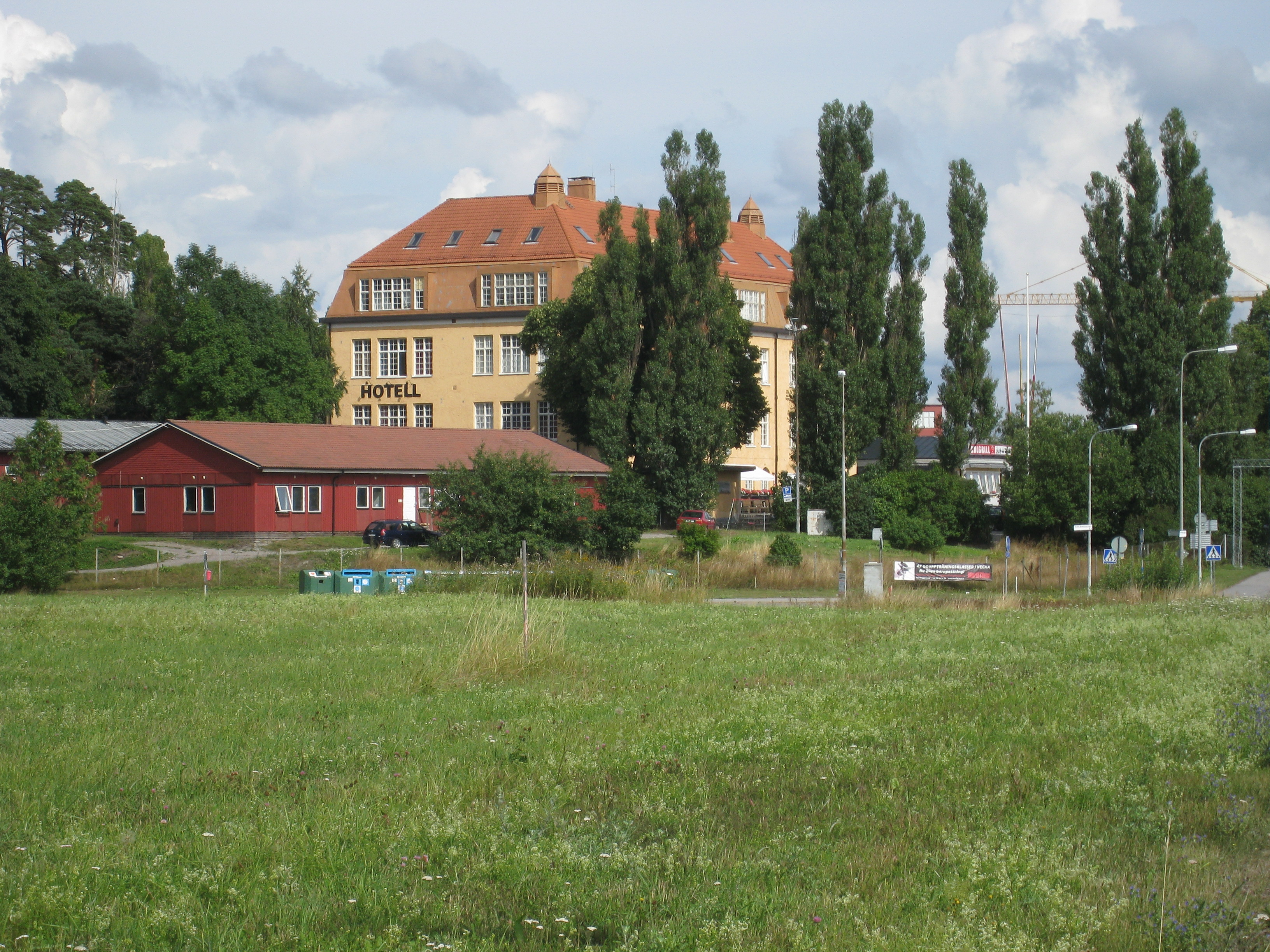
Bällstalundsskolan, Bällstalundsvägen 100, Bällsta (1912). Skolan byggdes som Bällstalunds folkskola. 1912 kunde Mariehällsbarnen och Bällstabarnen flytta in i den alldeles nya skolan.
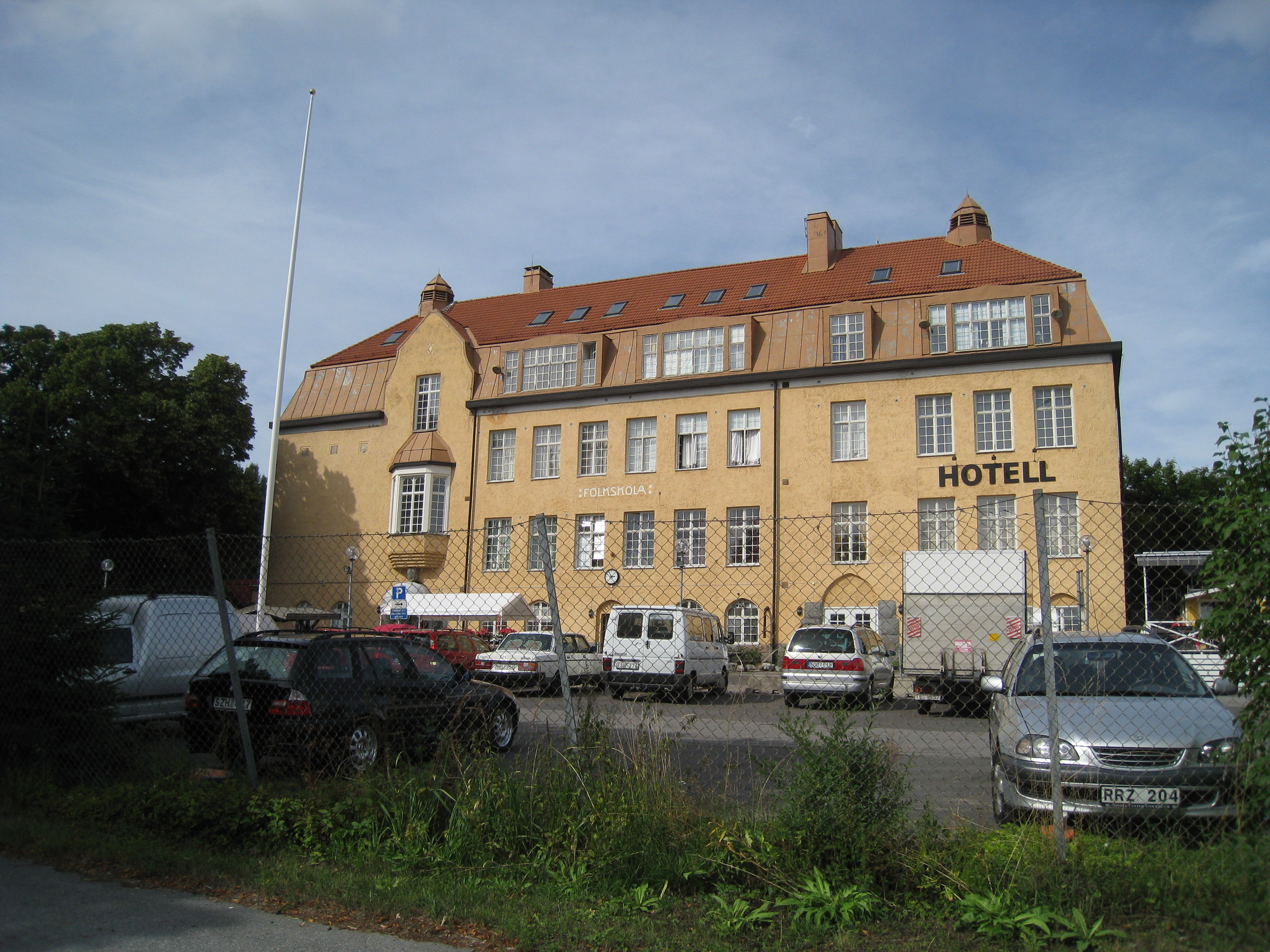
Bällstalundsskolan, Bällstalundsvägen 100, Bällsta. Före detta folkskolebyggnaden från 1912 är numera hotell för Maranataförsamlingen.
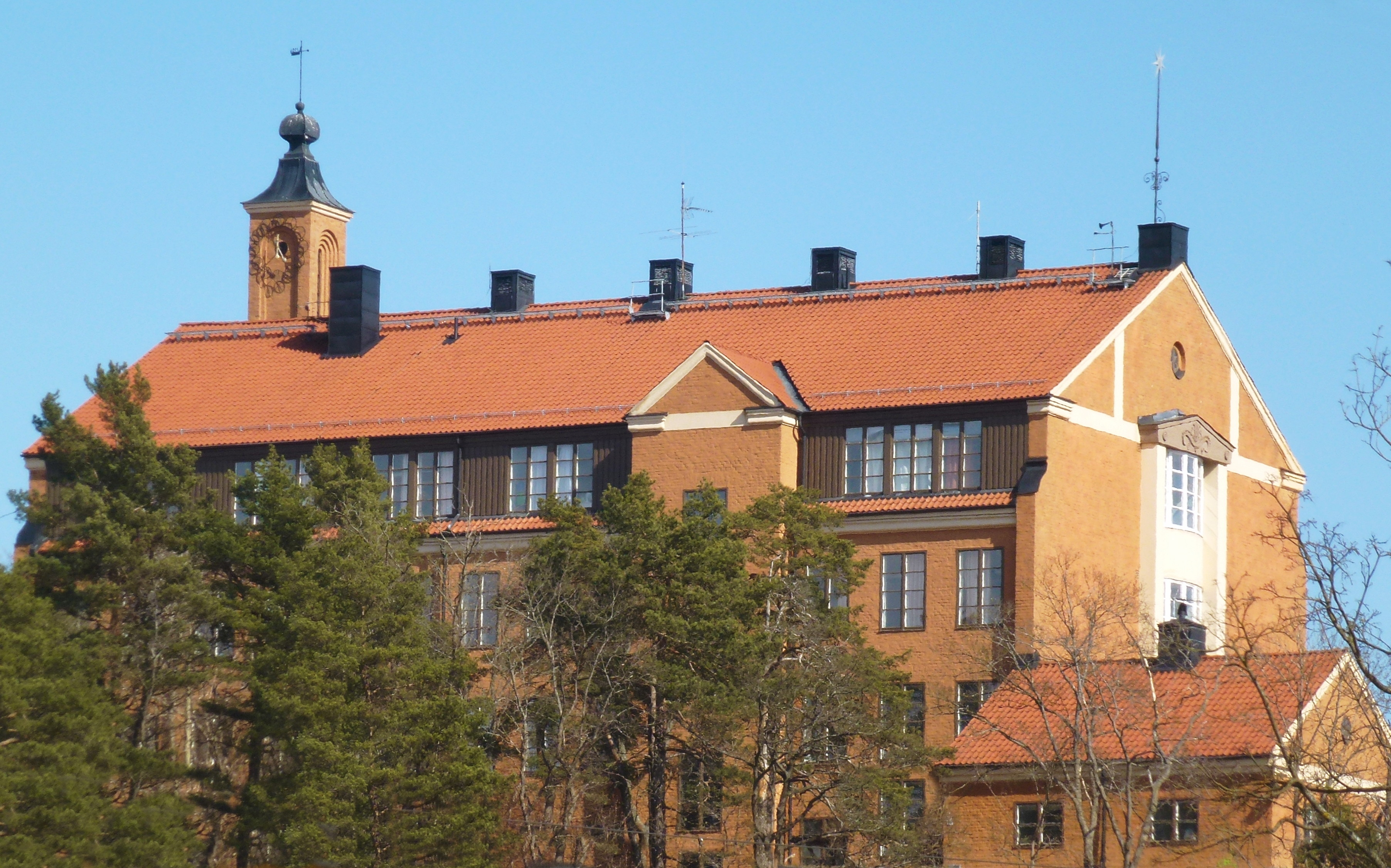
Alviksskolans Tornskola, Tranebergsvägen 79, Alvik (1925), arkitekt Georg A. Nilsson.
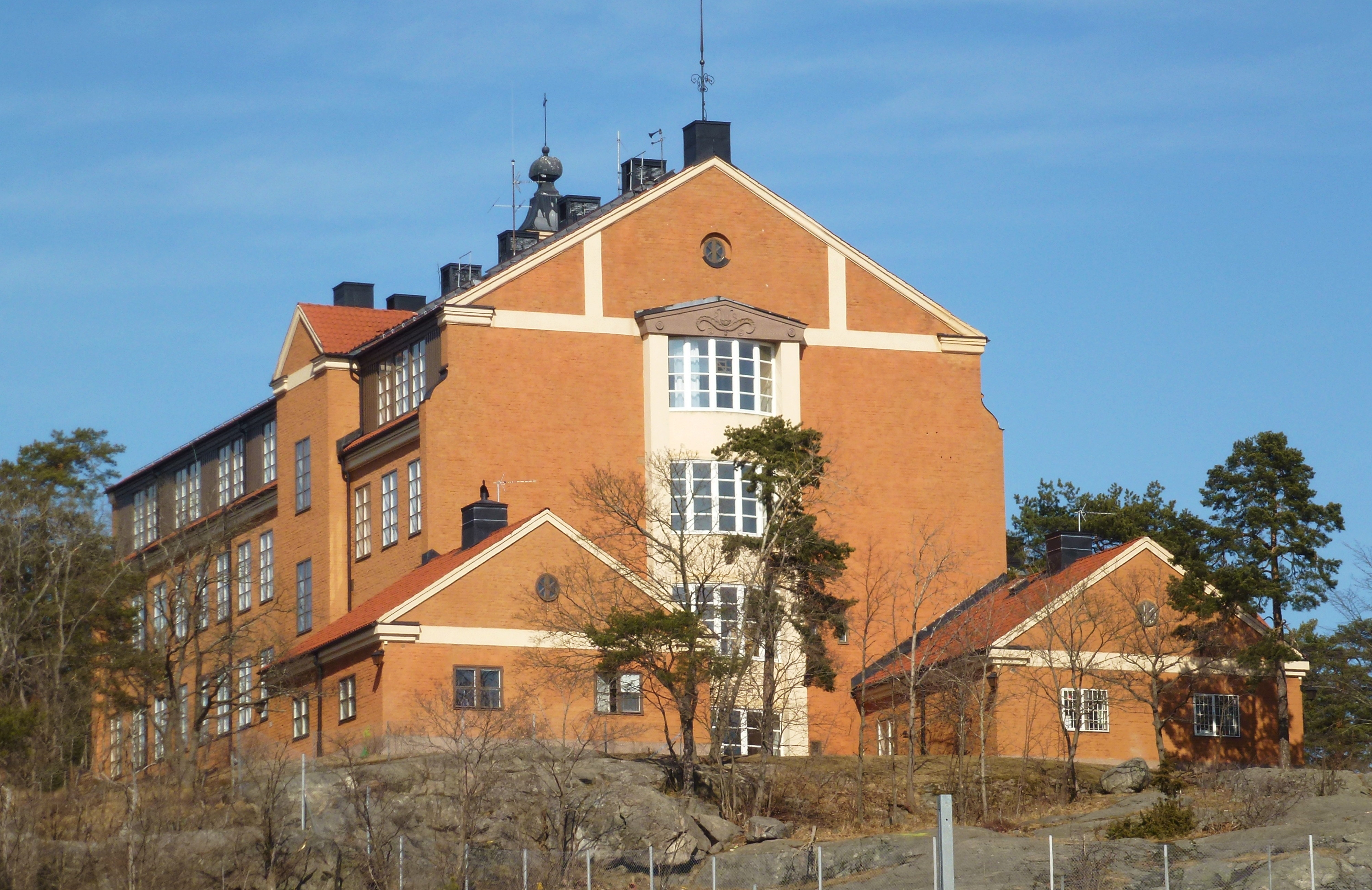
Alviksskolans Tornskola, Tranebergsvägen 79, Alvik (1925), arkitekt Georg A. Nilsson.
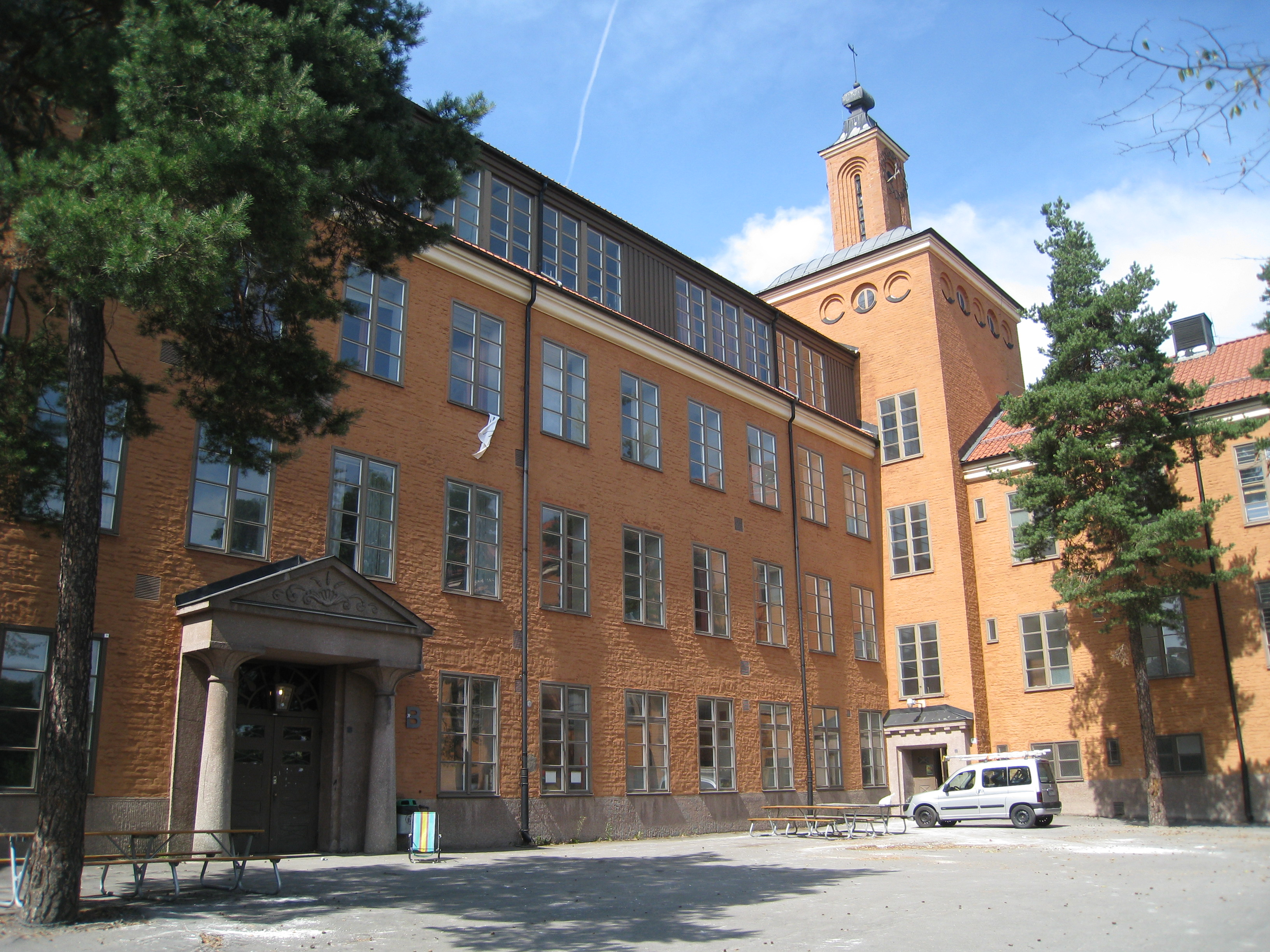
Alviksskolans Tornskola, Tranebergsvägen 79, Alvik (1925), arkitekt Georg A. Nilsson.
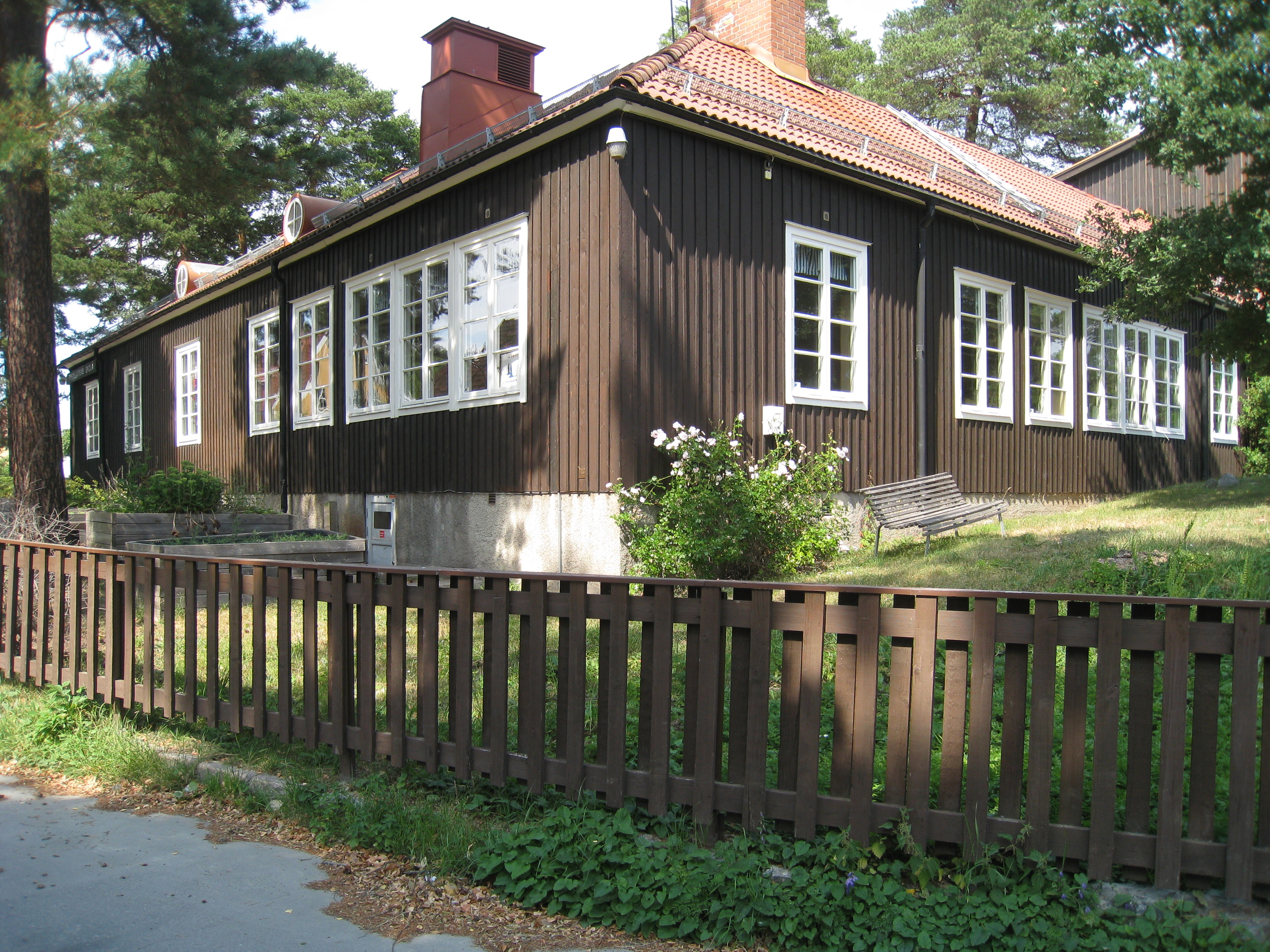
Smedslättsskolan, Drömstigen 32-36, Smedslätten (1923), arkitekt Erik Arlon. 1923 byggde man en liten villa, som innehöll två klassrum och ett lärarinnerum.
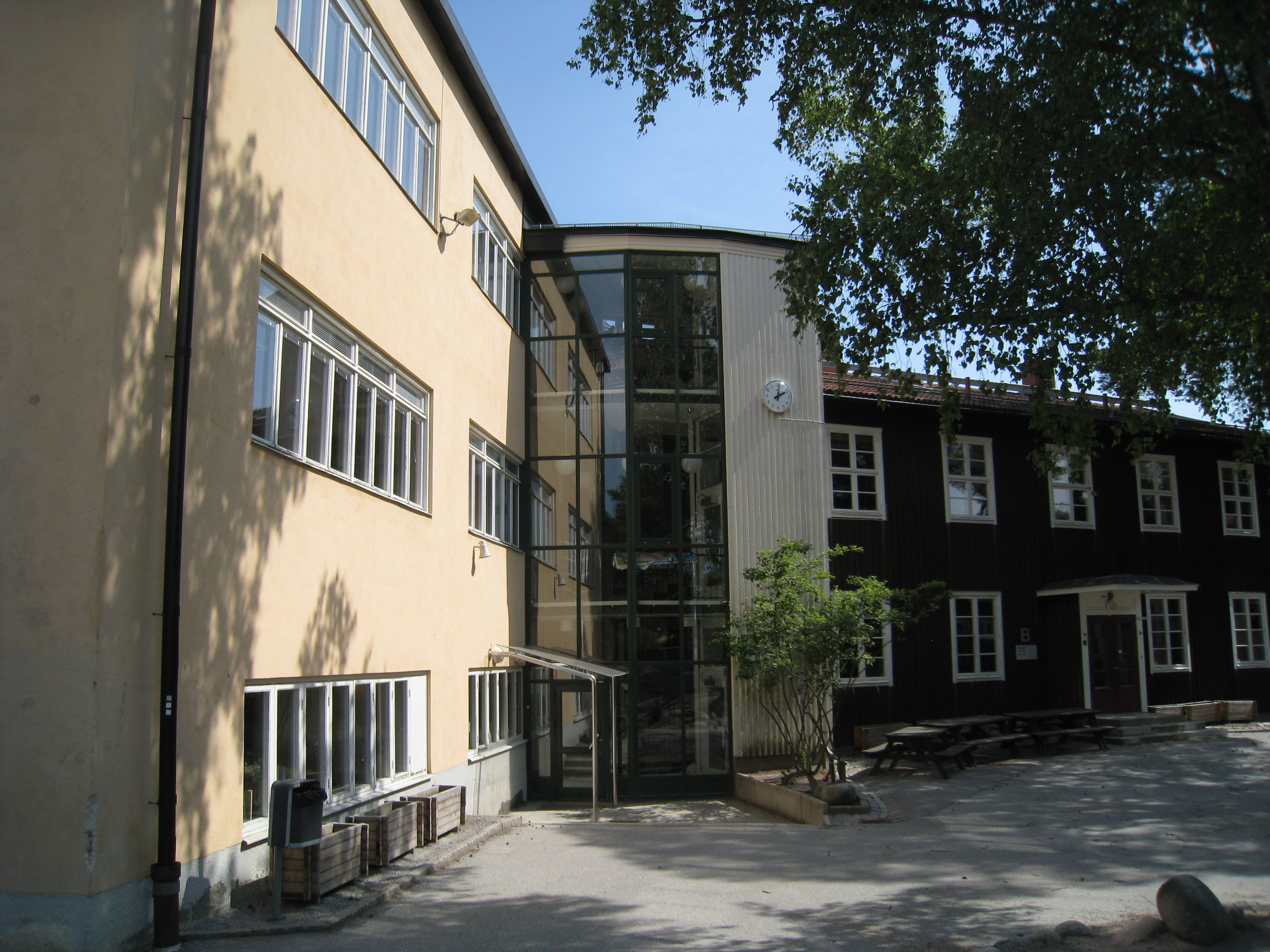
Smedslättsskolan, Drömstigen 32-36, Smedslätten (1923). Den äldre byggnaden från 1923 till höger och tillbyggnaden i funkisstil från 1936 till vänster.
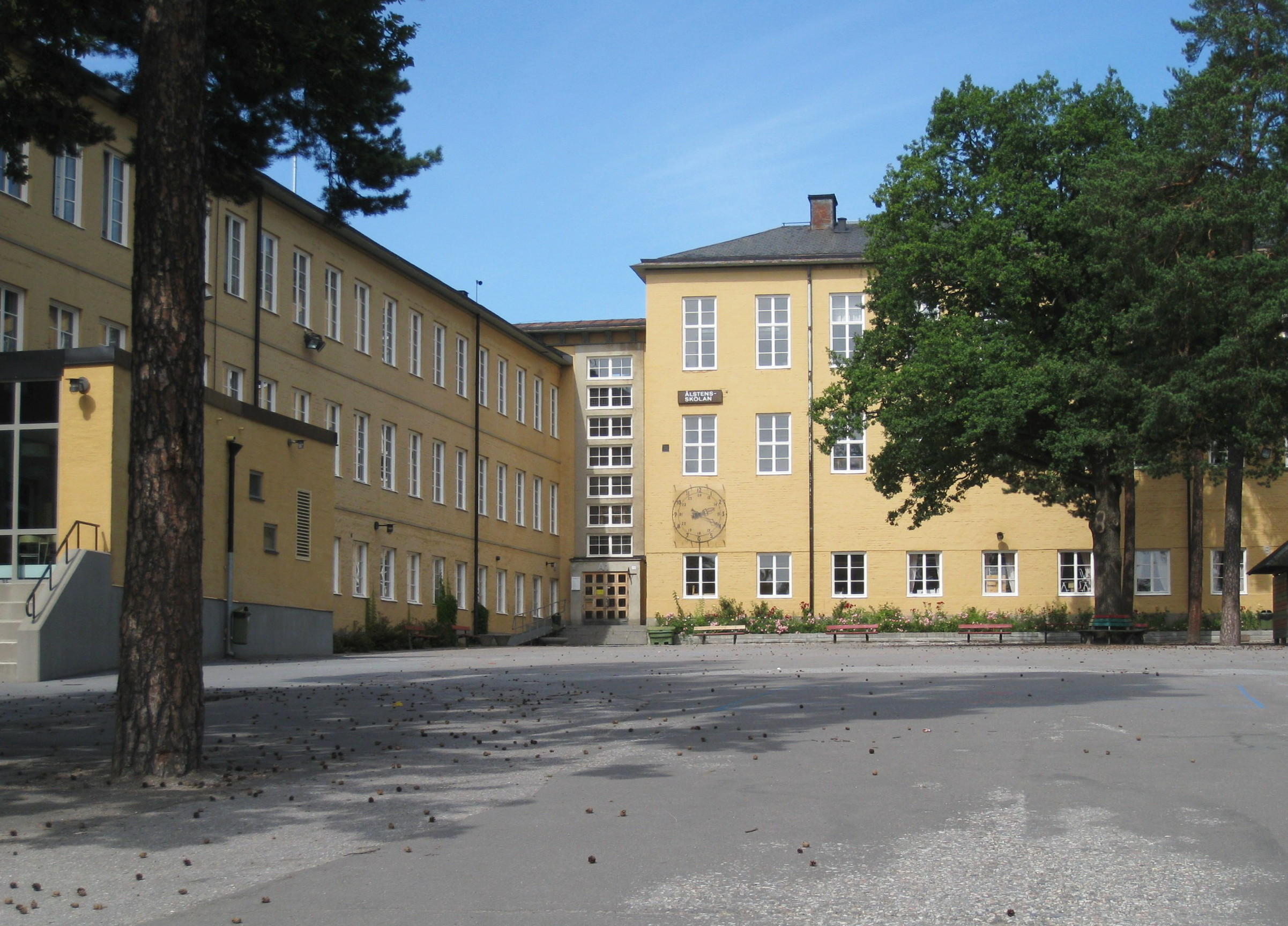
Ålstensskolan, Nyängsvägen 72-80, Ålsten (1929), arkitekt Ture Ryberg.
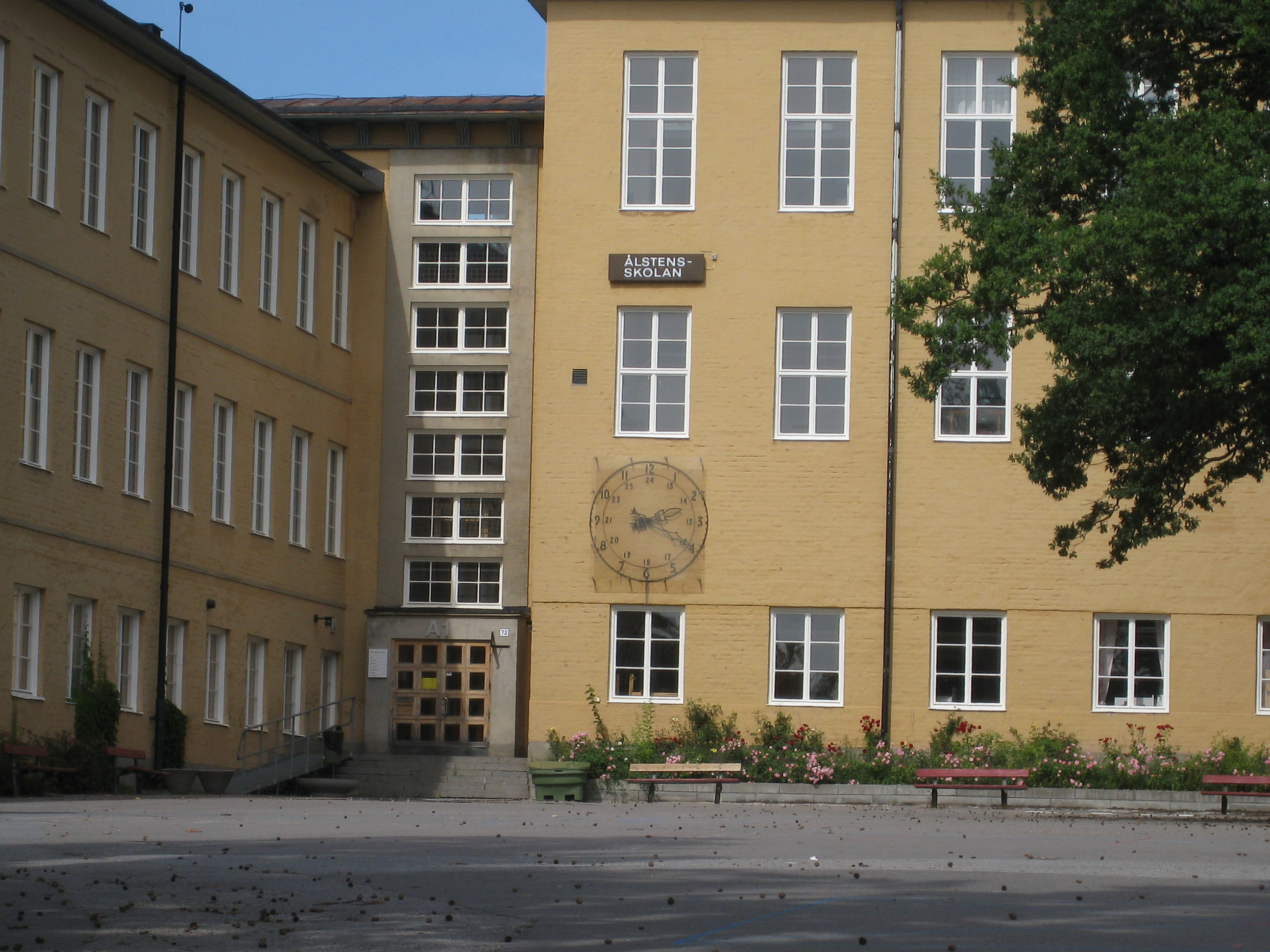
Ålstensskolan, Nyängsvägen 72-80, Ålsten  (1929), arkitekt Ture Ryberg..
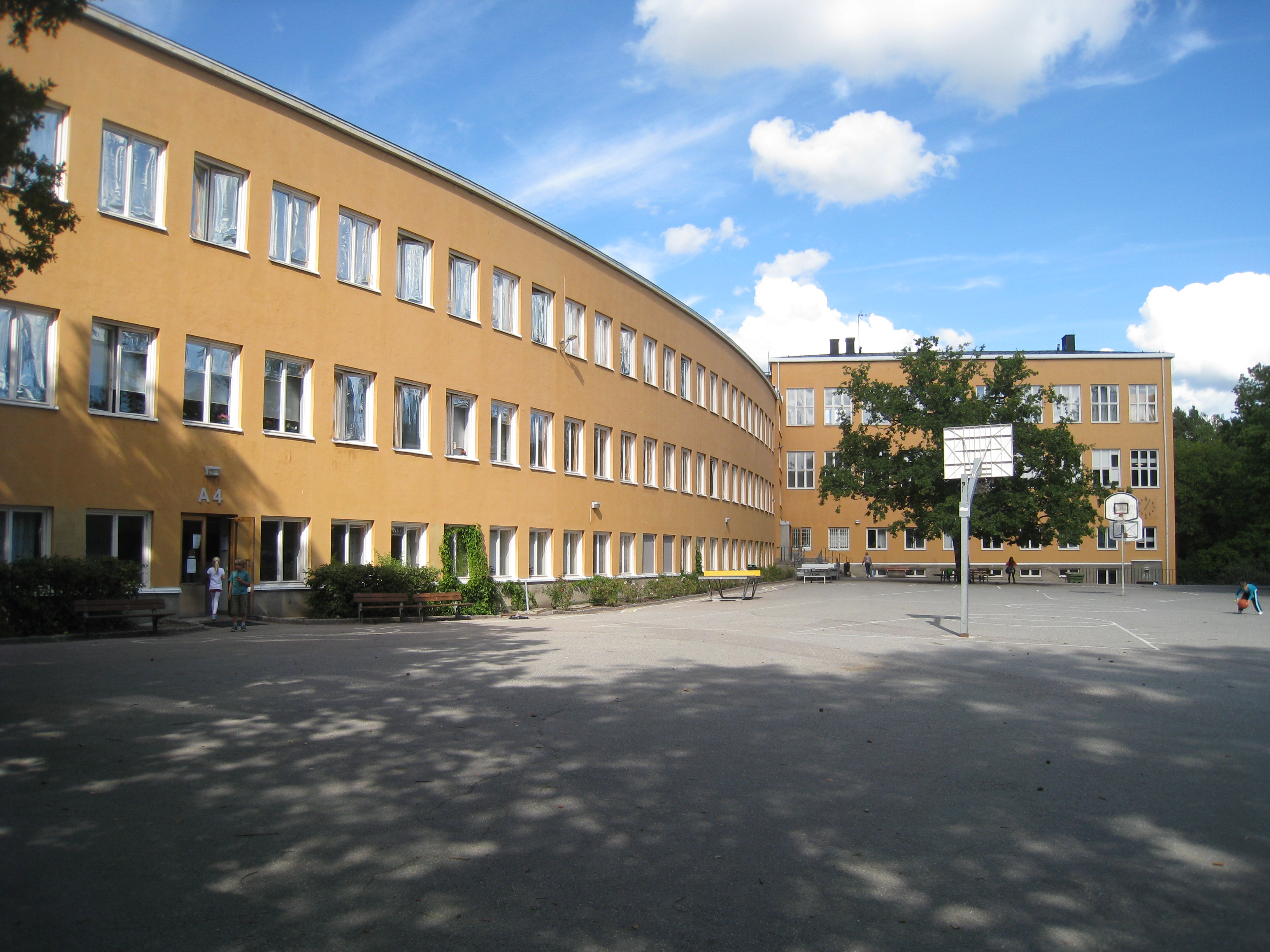
Olovslundsskolan, Gustav III:s väg 59-61, Olovslund (1931), arkitekt Paul Hedqvist.
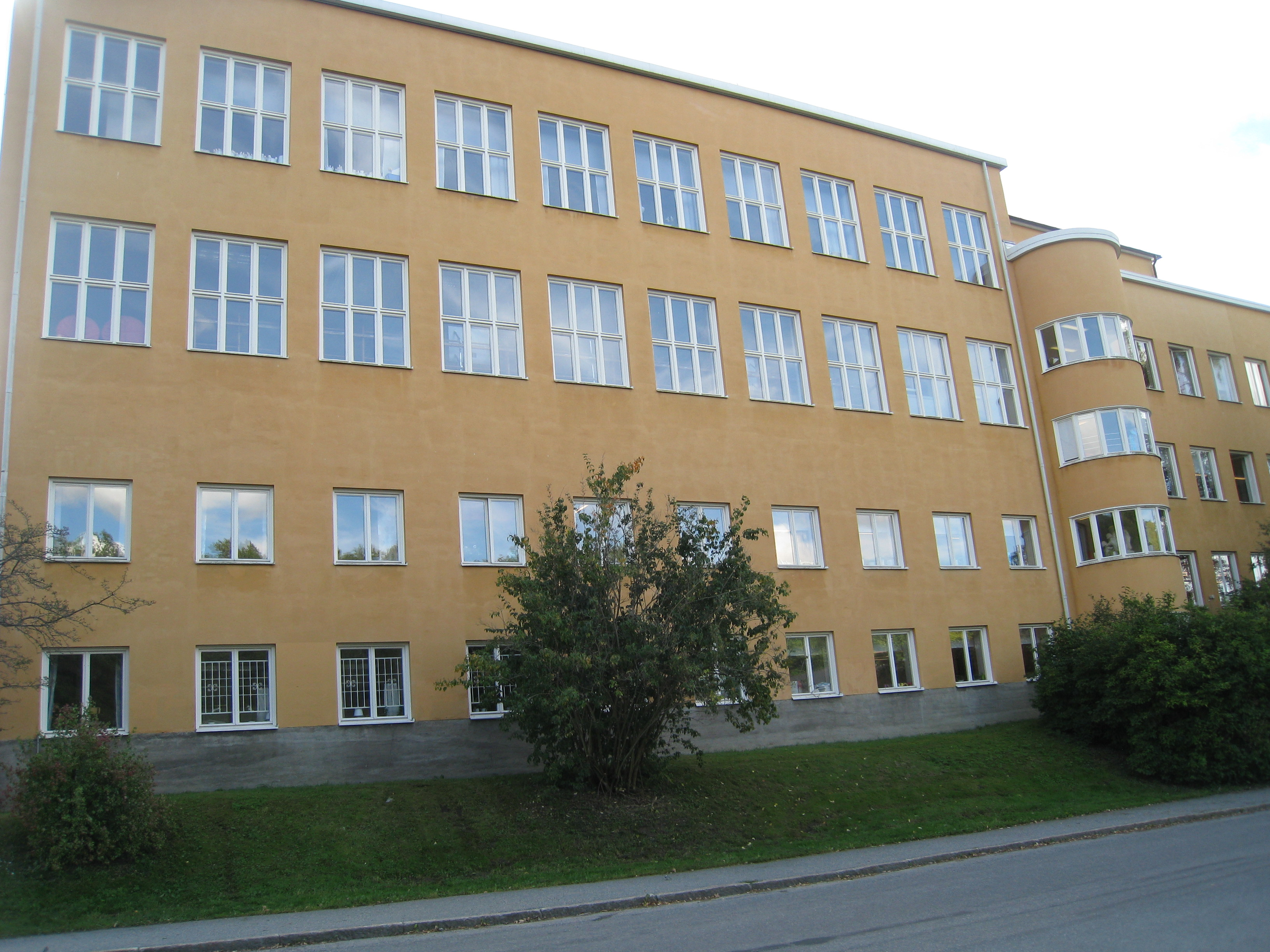
Olovslundsskolan, Gustav III:s väg 59-61, Olovslund (1931), arkitekt Paul Hedqvist.
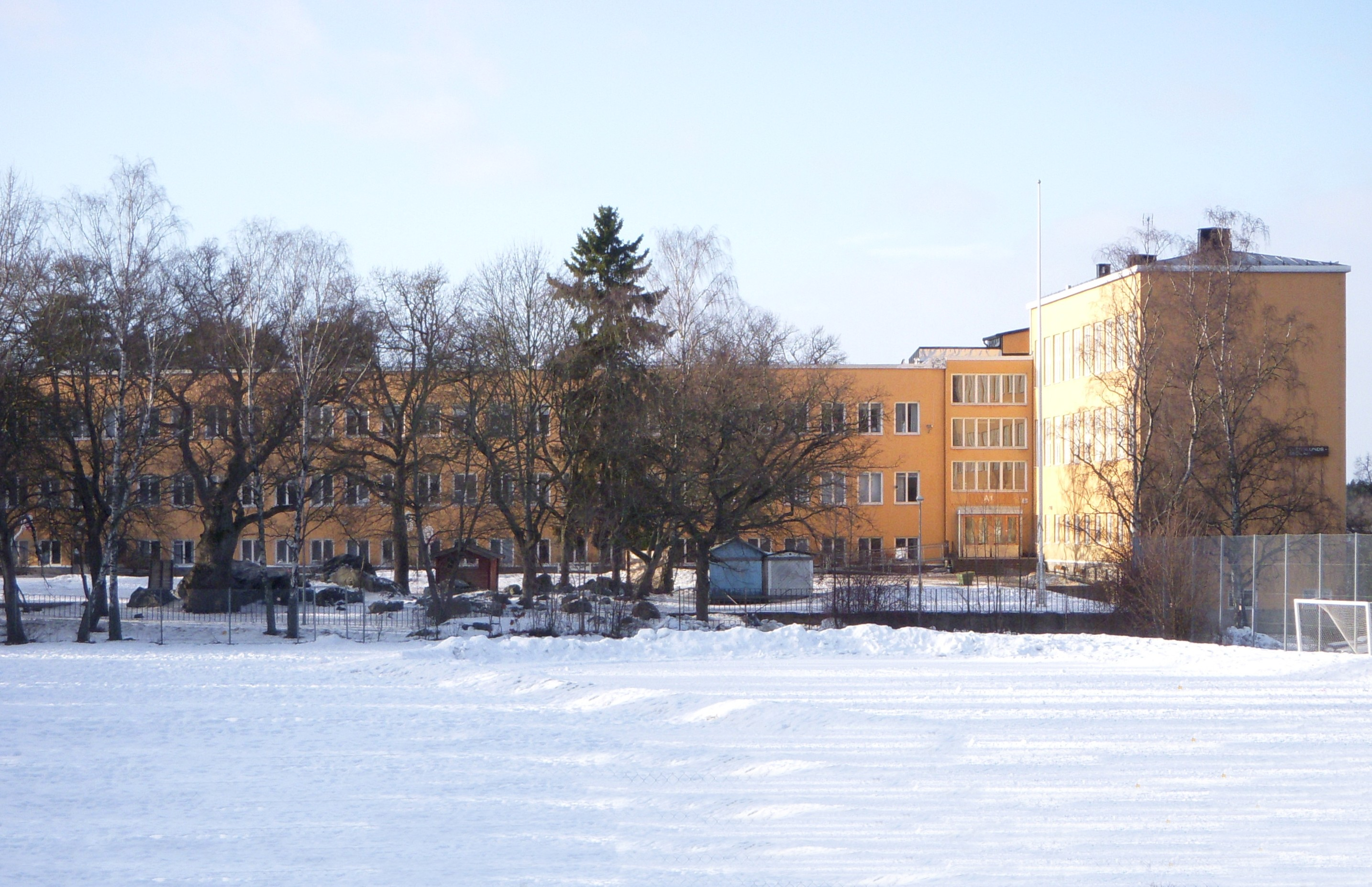
Olovslundsskolan, Gustav III:s väg 59-61, Olovslund (1931), arkitekt Paul Hedqvist.
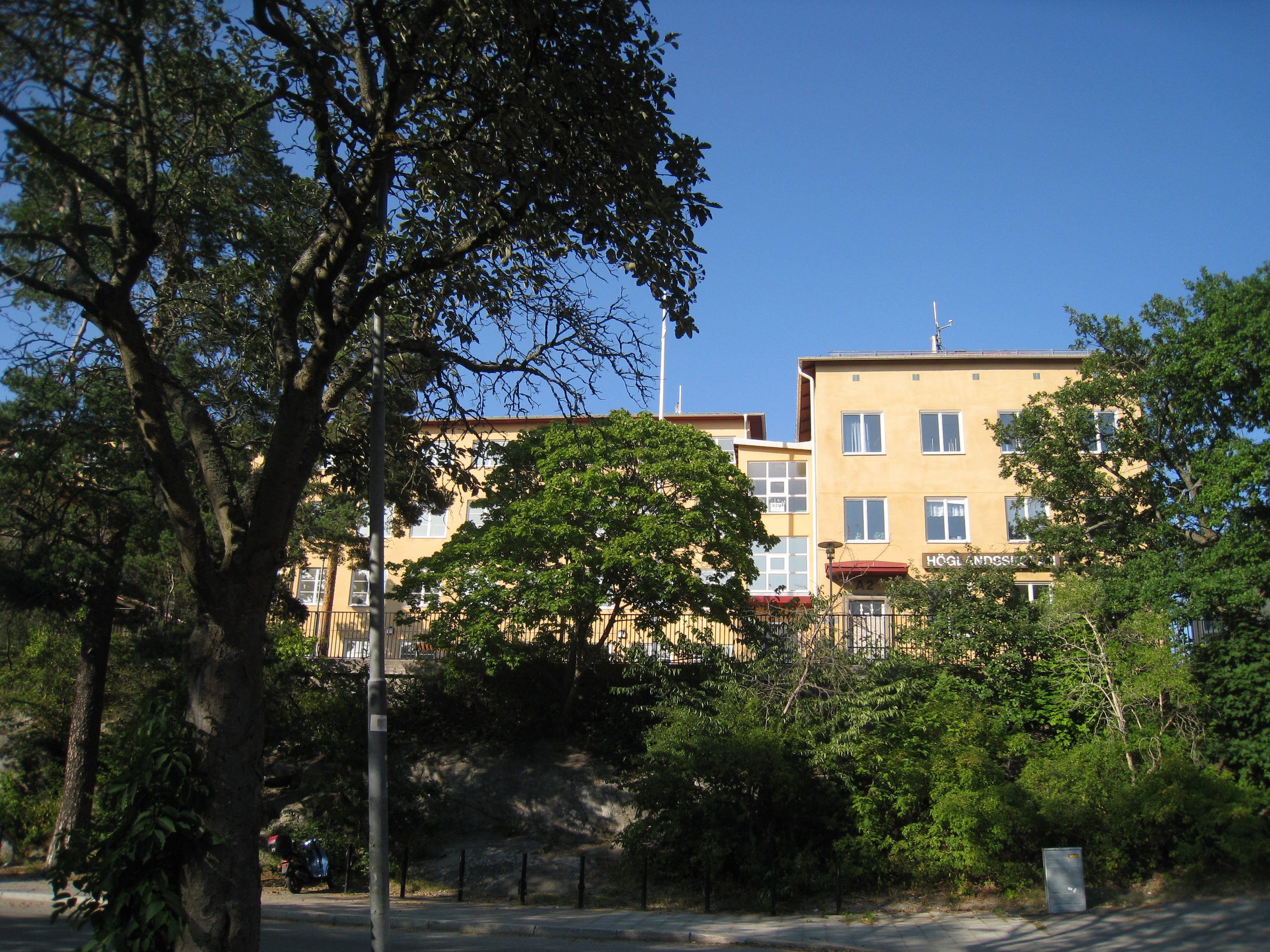
Höglandsskolan vid Höglandstorget (1931-1938), arkitekt Gustaf Birch-Lindgren.
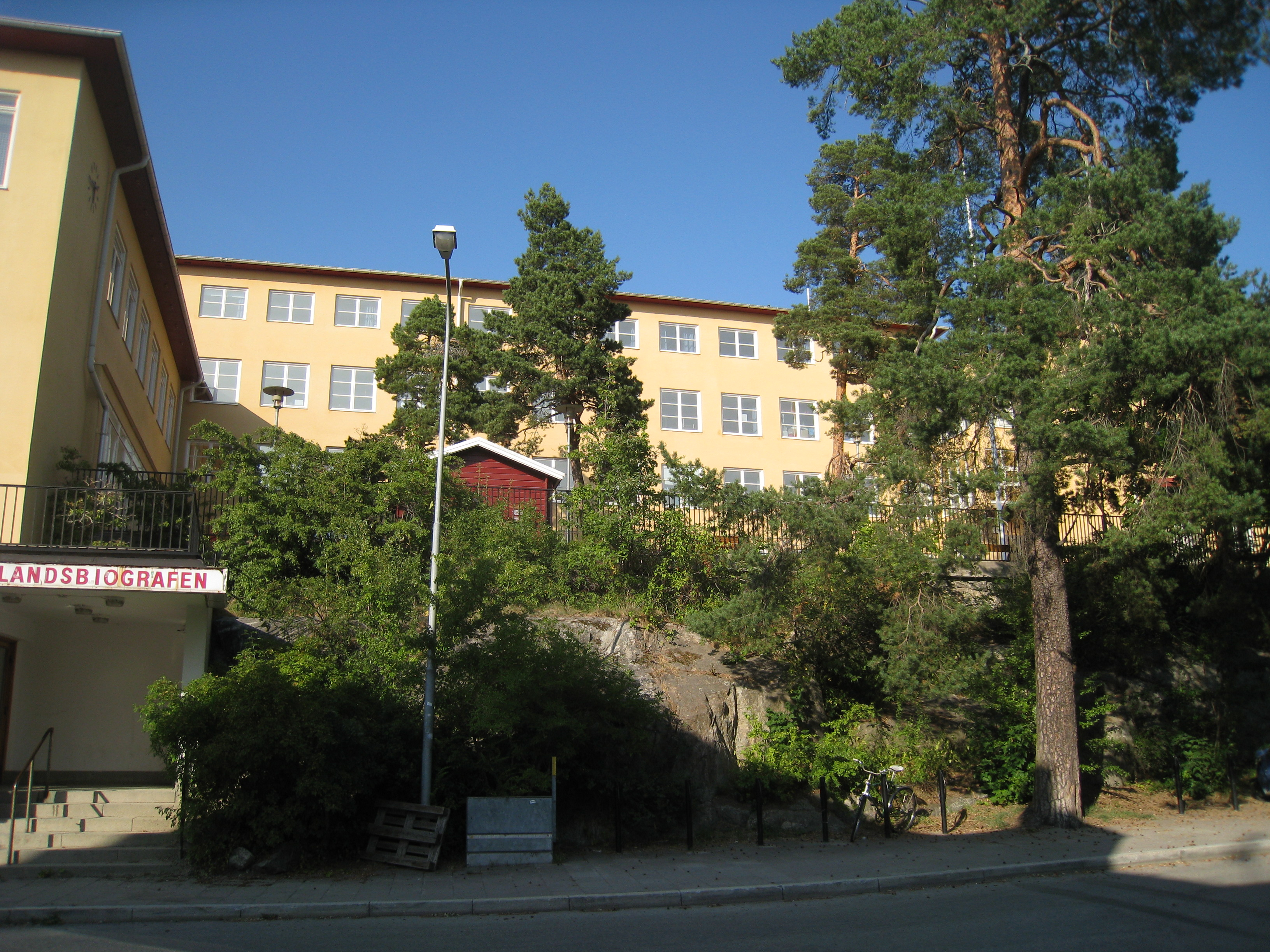
Höglandsskolan, Höglandstorget (1931-1938), arkitekt Gustaf Birch-Lindgren.
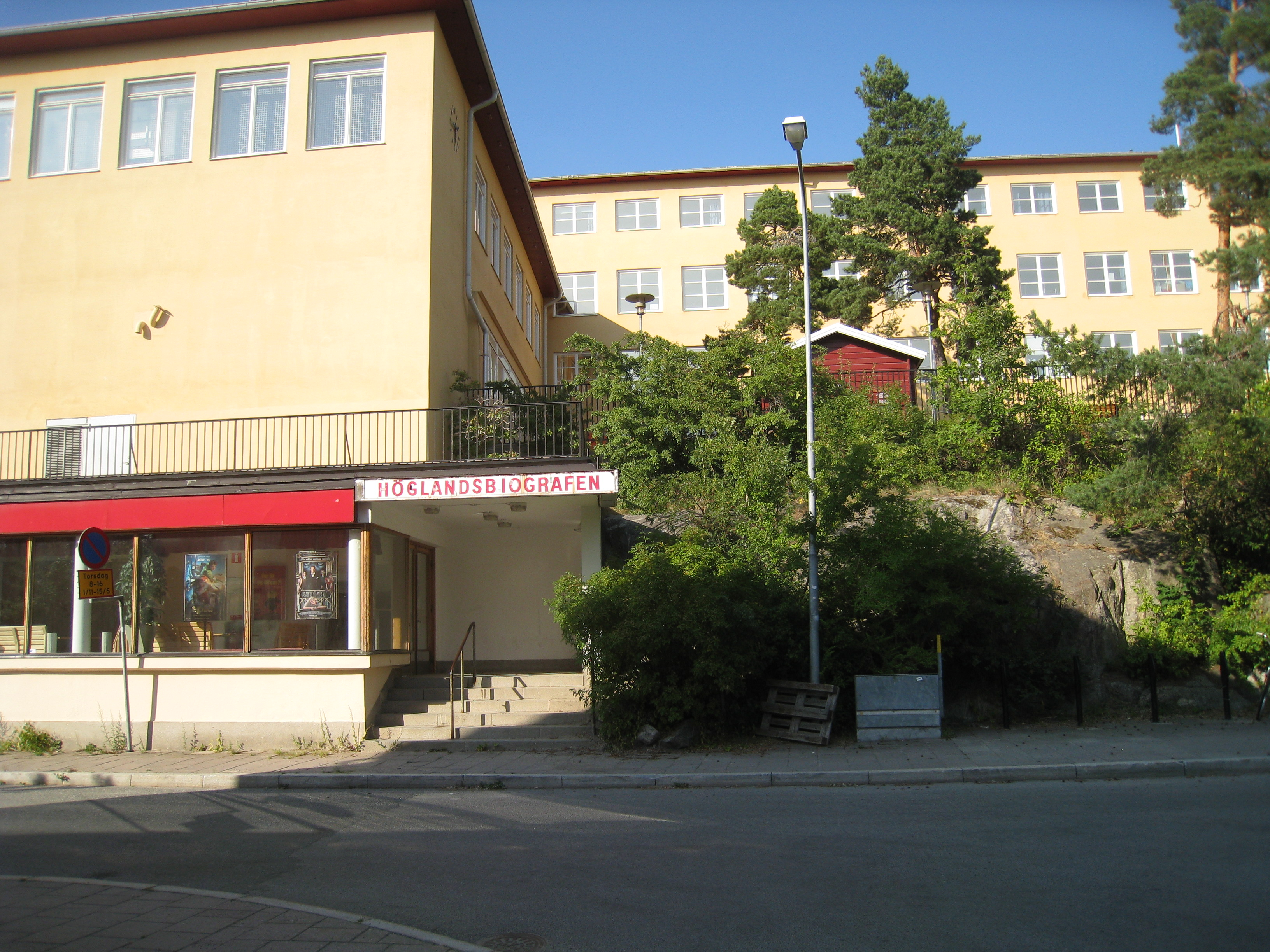
Höglandsskolan med Höglandsbiografen (1931-1938), arkitekt Gustaf Birch-Lindgren.
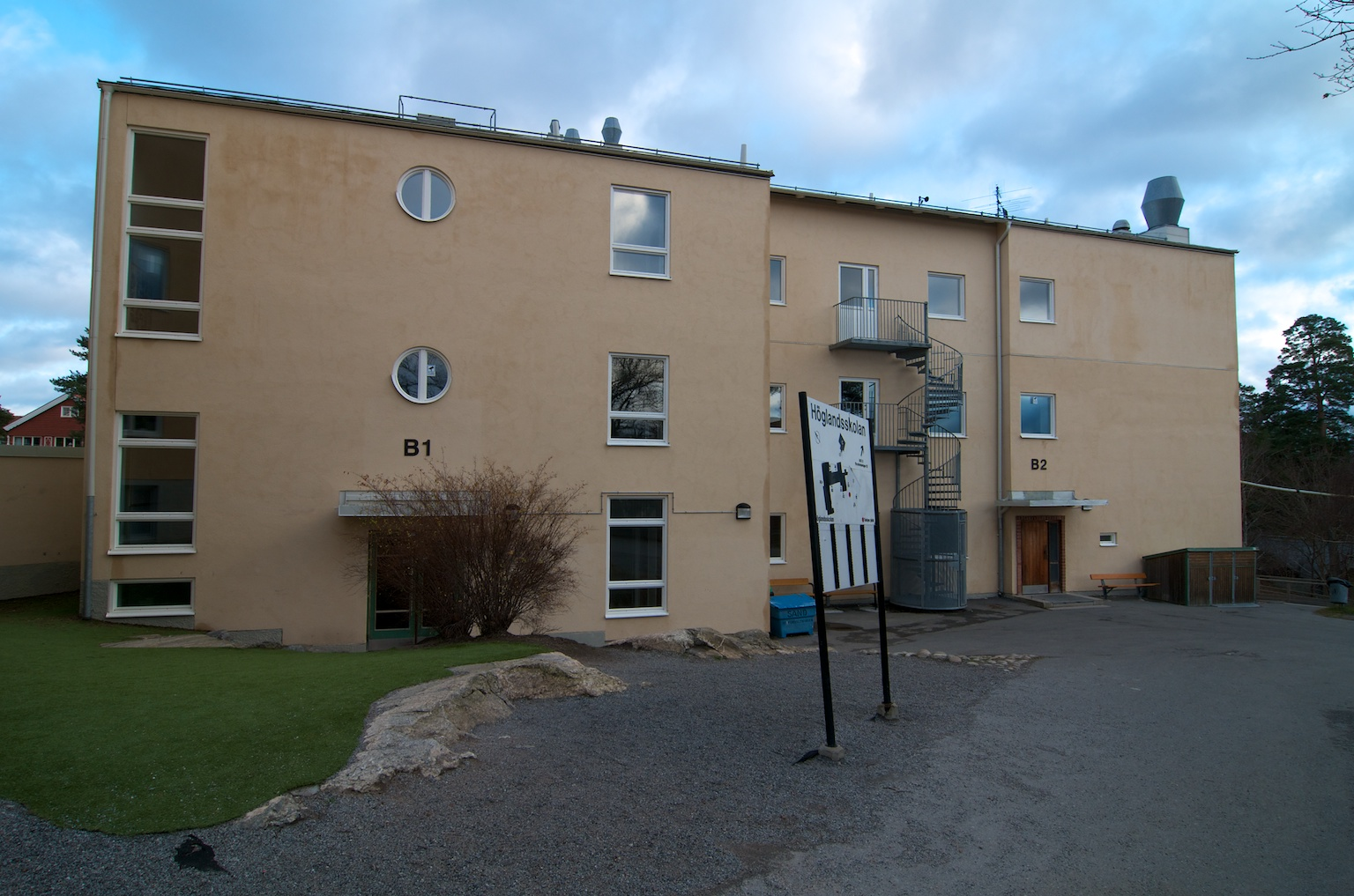
Höglandsskolan, gymnasiebyggnaden (1931-1938).
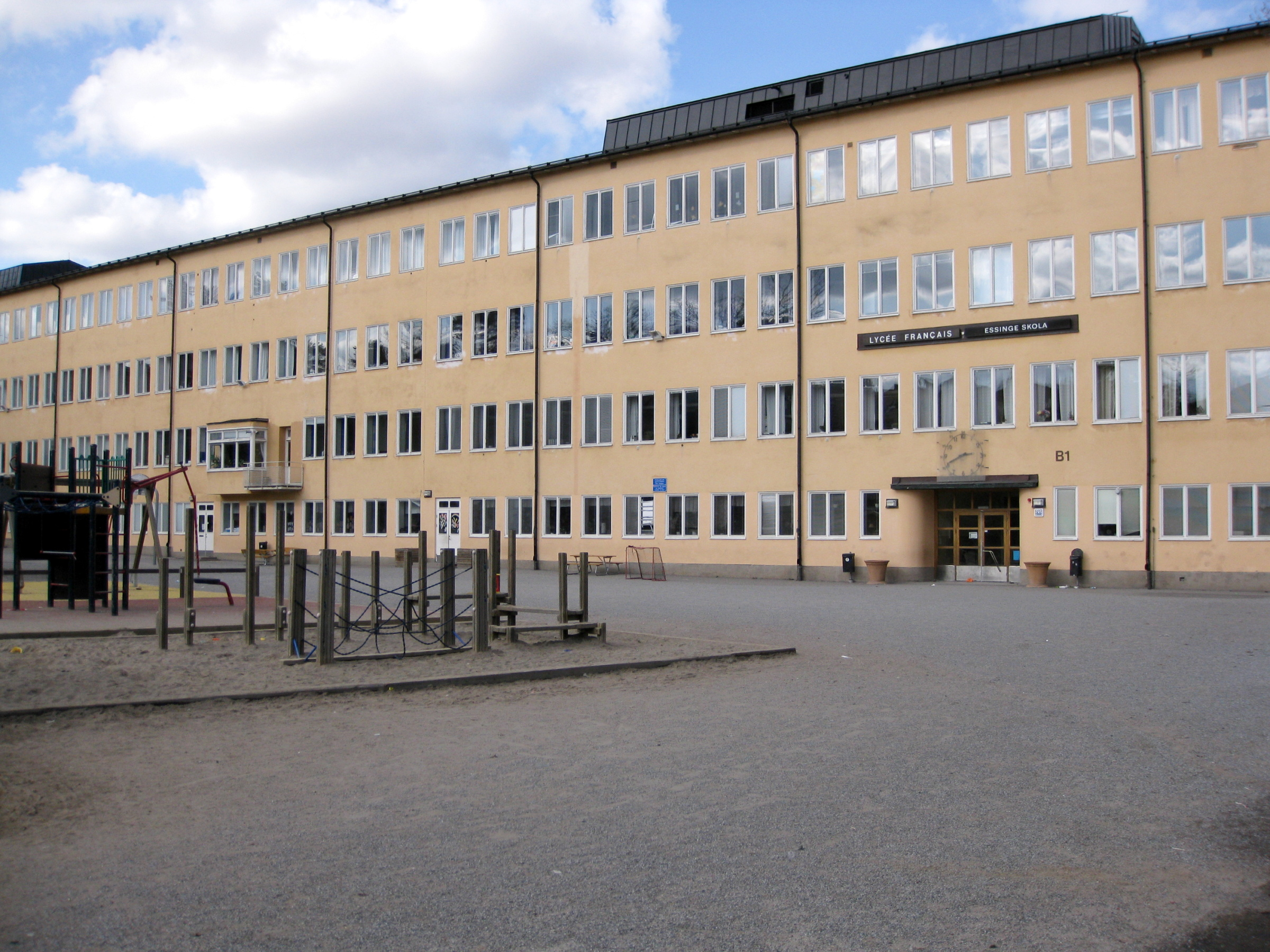
Essinge skola, idag Lycée Français Saint Louis de Stockholm, Essingestråket 26-28, Stora Essingen (1931), arkitekt Ture Ryberg.
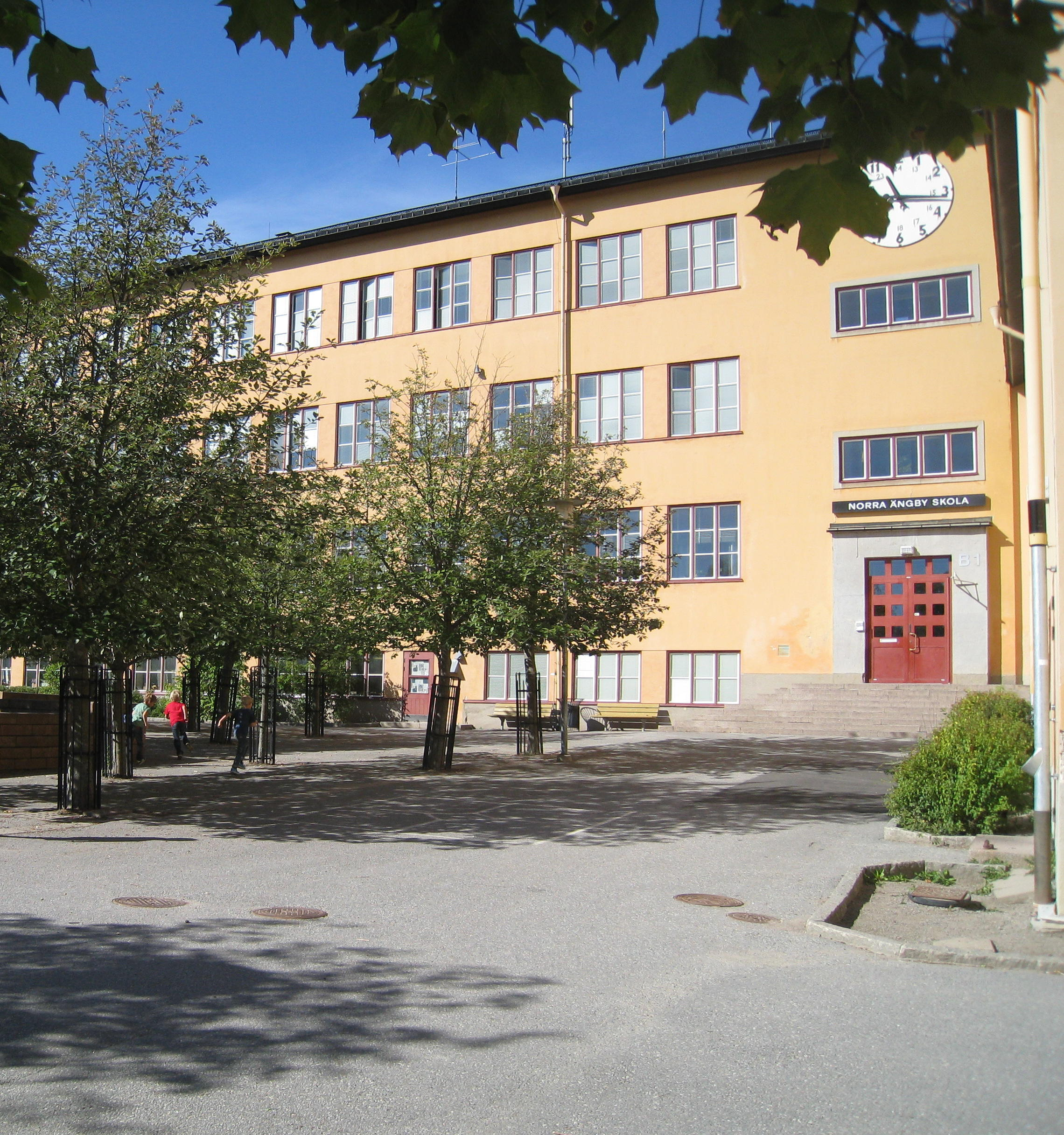
Norra Ängby skola, Vultejusvägen 20, Norra Ängby (1936), arkitekt Ture Ryberg.
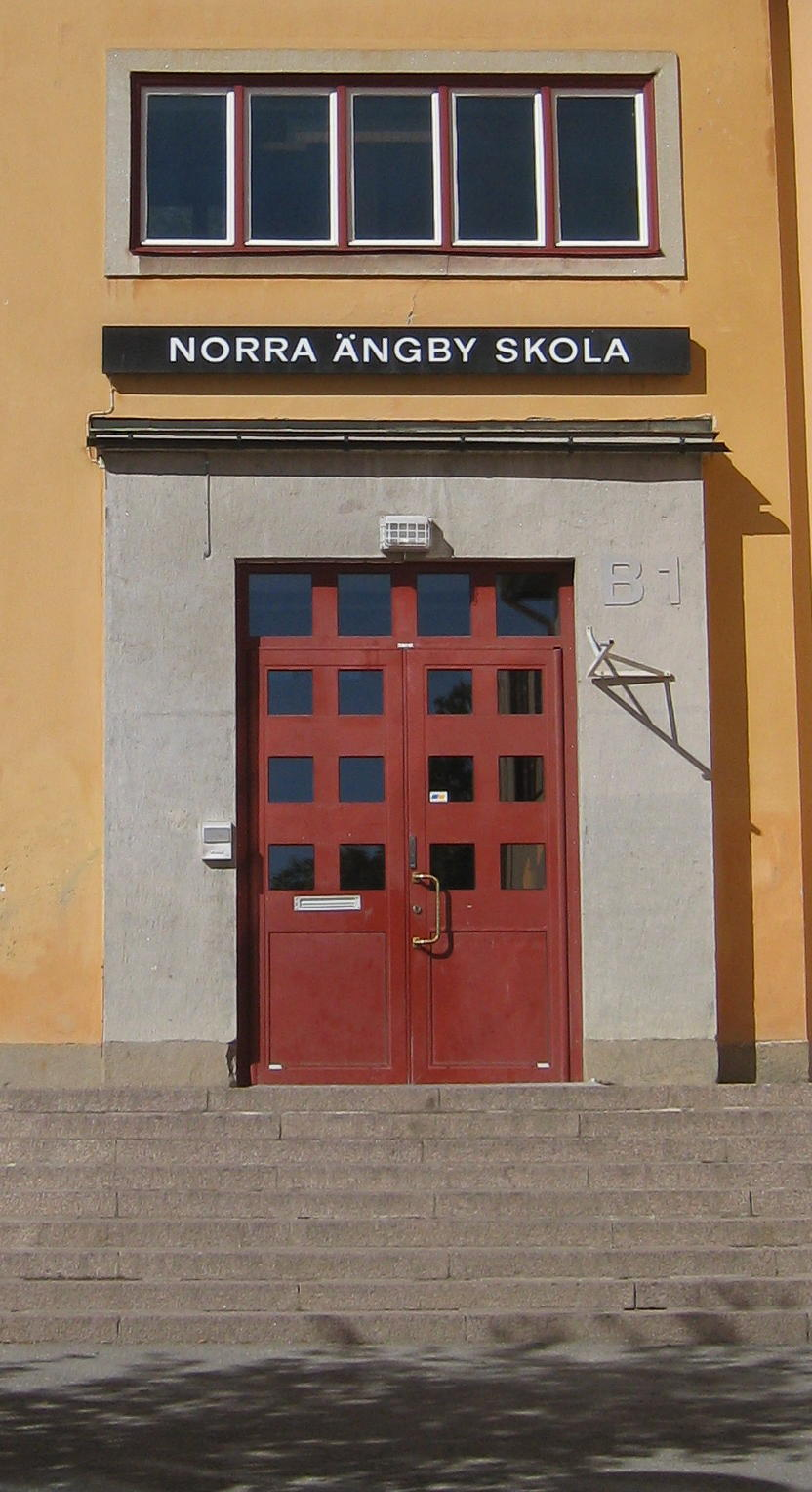
Norra Ängby skola, Vultejusvägen 20, Norra Ängby (1936), arkitekt Ture Ryberg. Ingång B1.
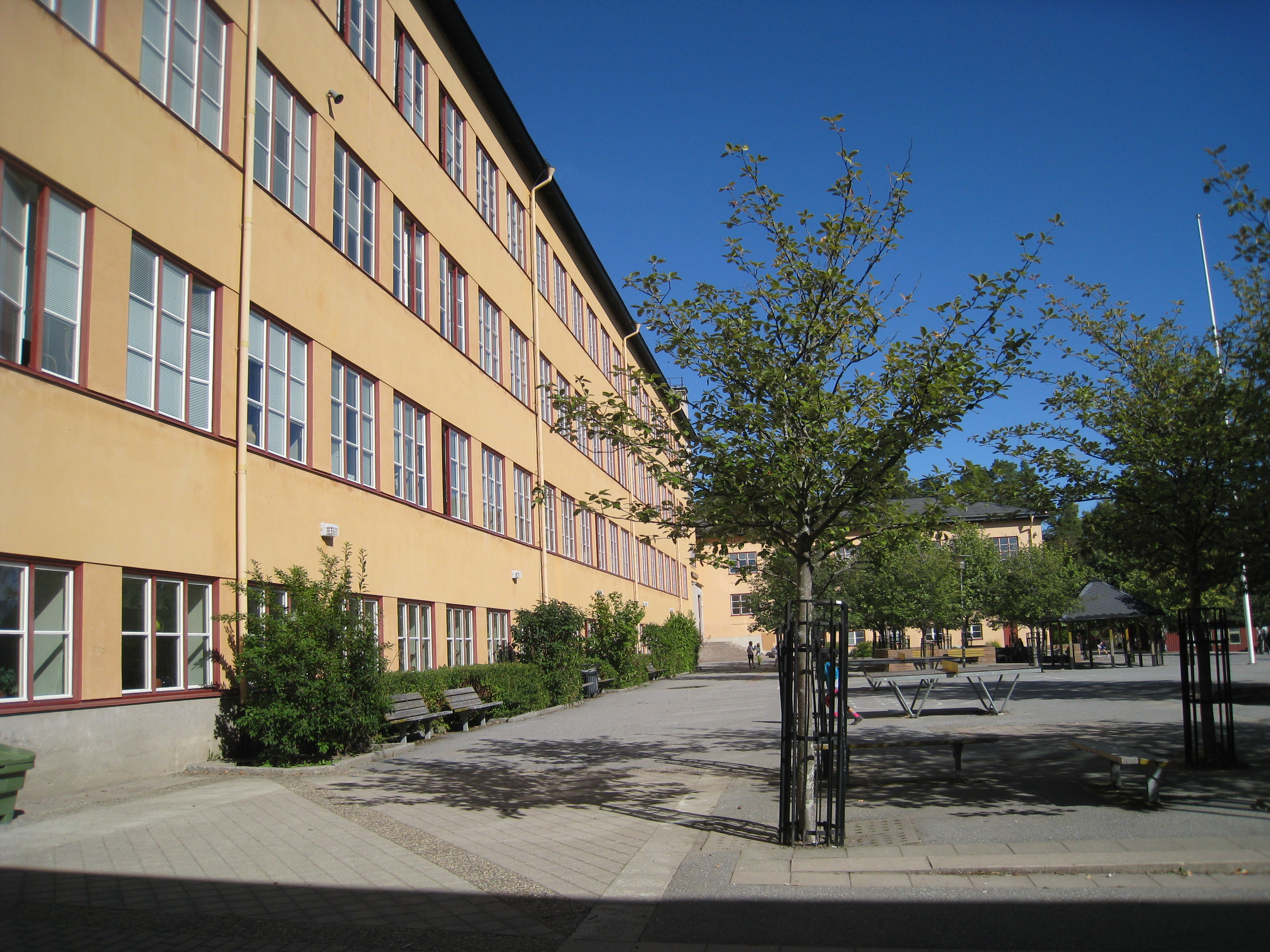
Norra Ängby skola, Vultejusvägen 20, Norra Ängby (1936), arkitekt Ture Ryberg.
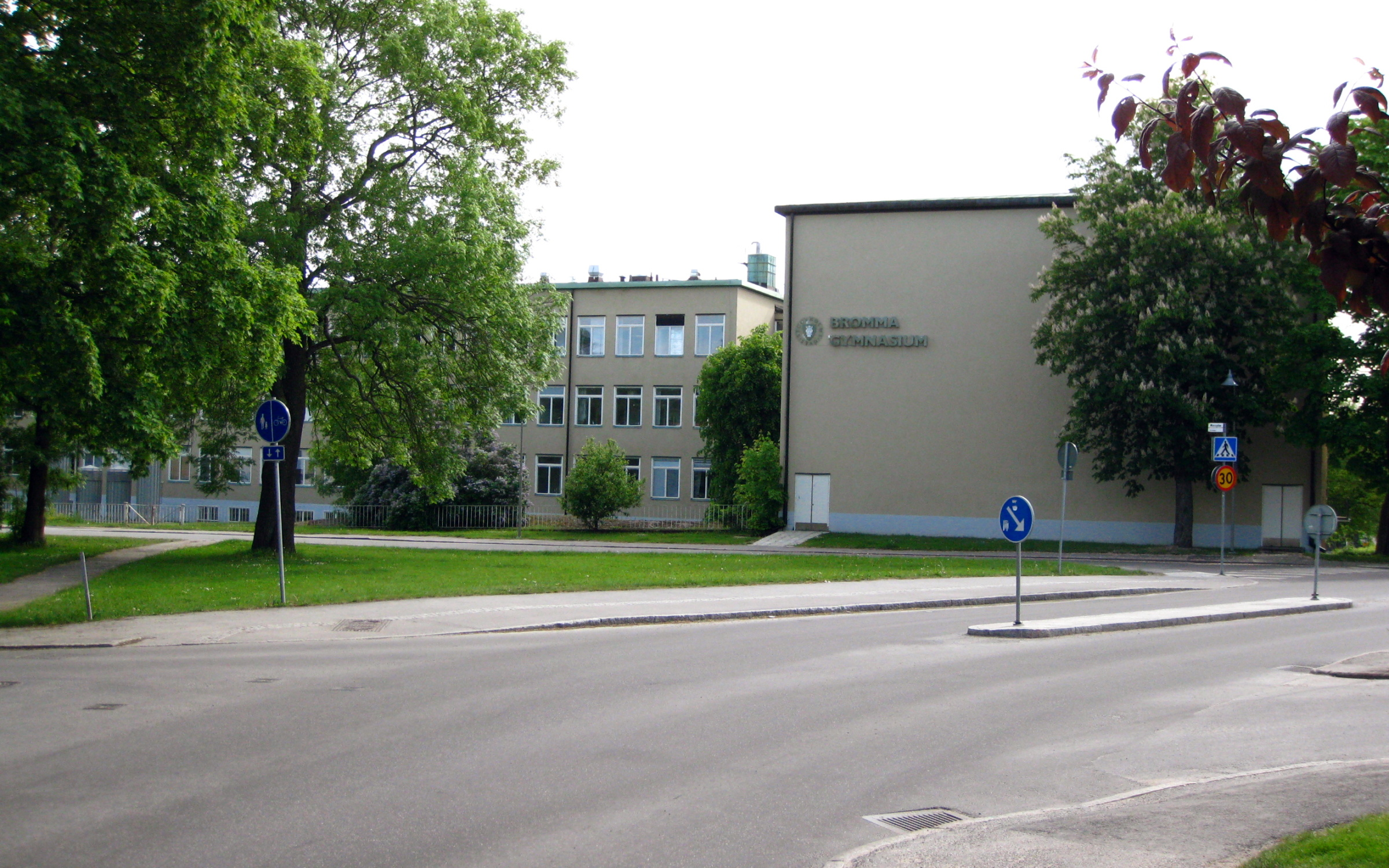
Bromma gymnasium, Nyängsvägen 152-154, Stora Mossen (1936, invigd 1937), arkitekt Paul Hedqvist.
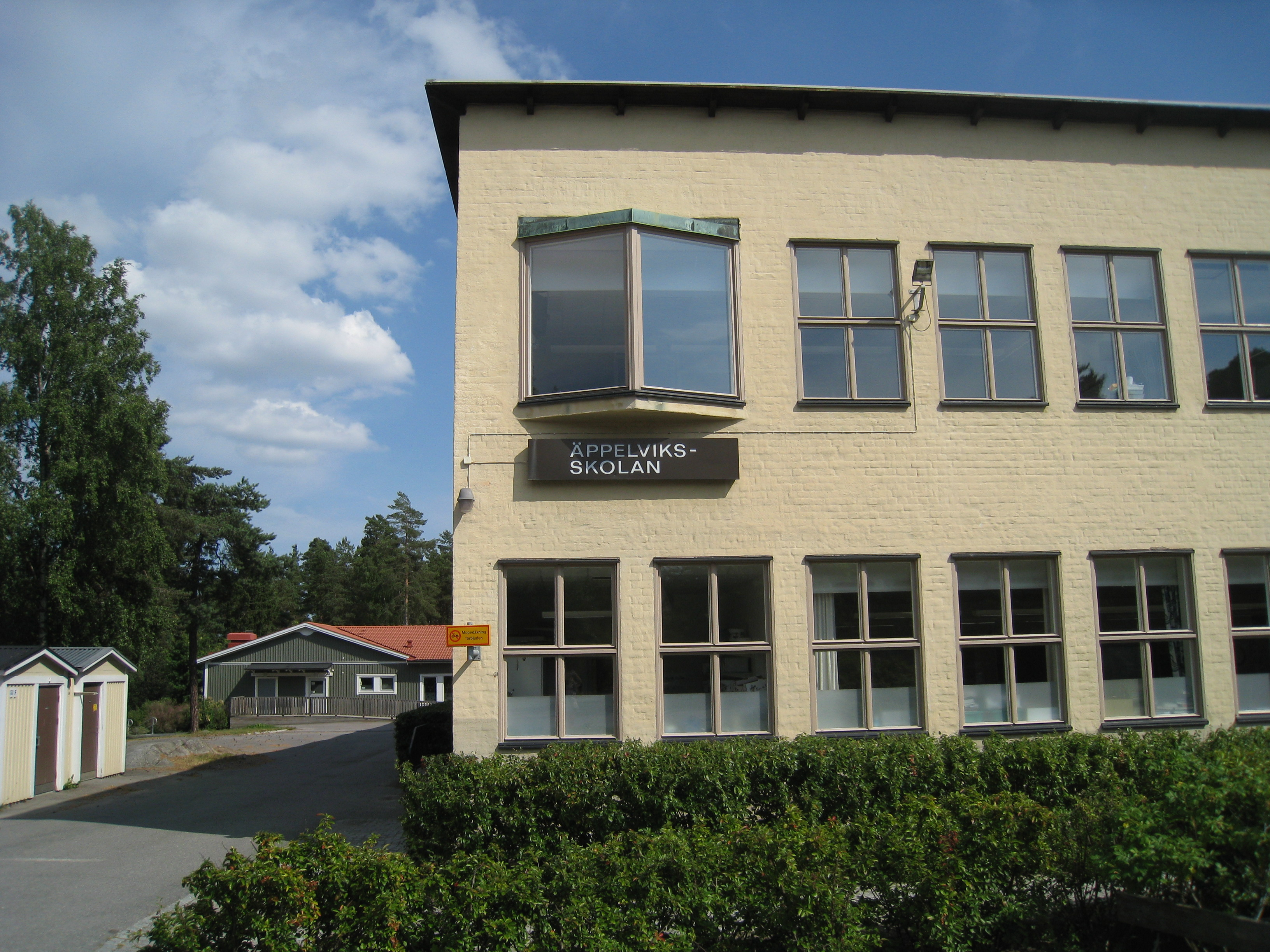
Äppelviksskolan, Alviksvägen 97, Äppelviken (1941). Den östra flygeln av folkskolan byggdes in i den nya skolbyggnaden, ritad av Paul Hedqvist.
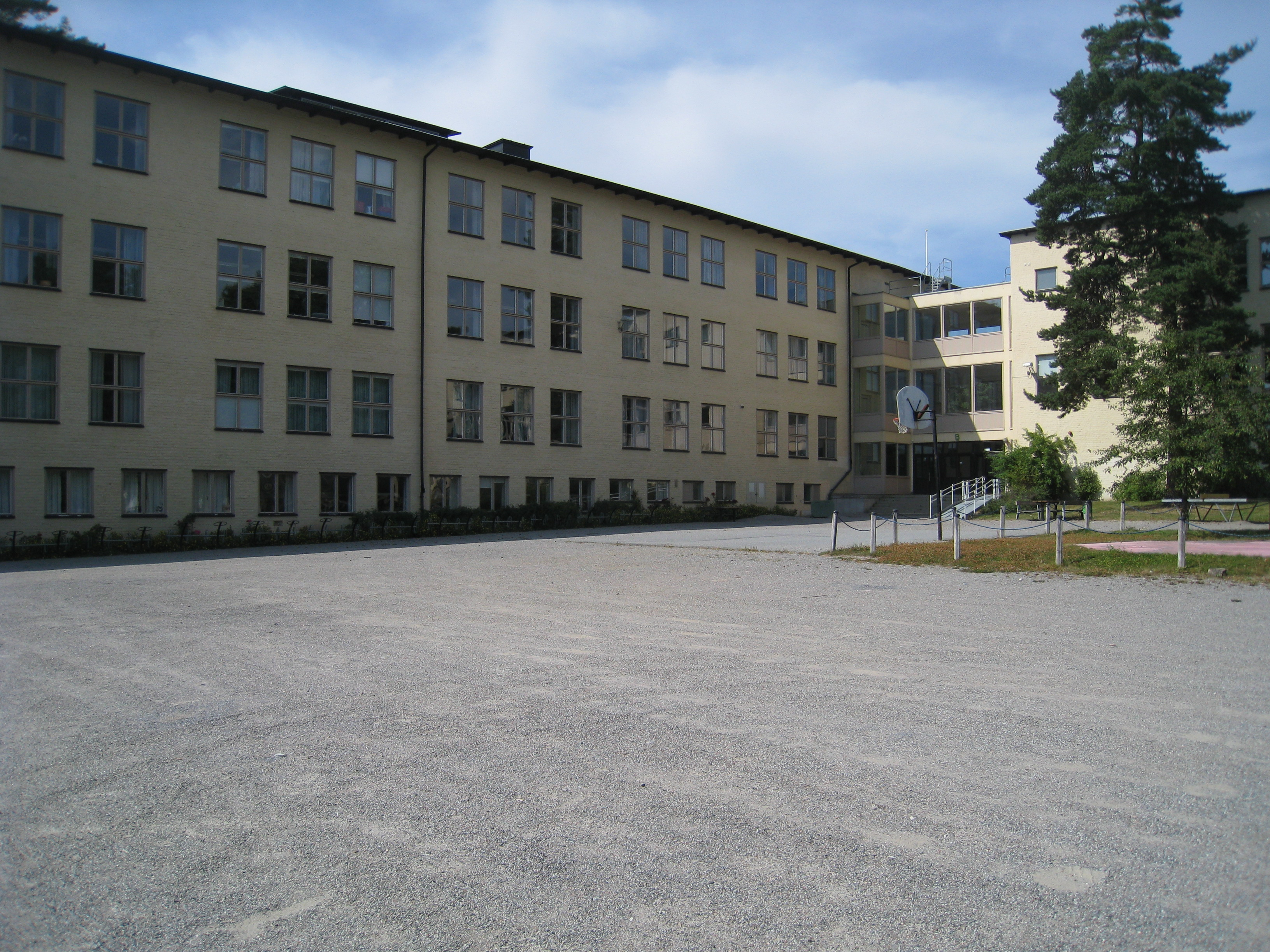
Äppelviksskolan, Alviksvägen 97, Äppelviken (1941), arkitekt Paul Hedqvist.
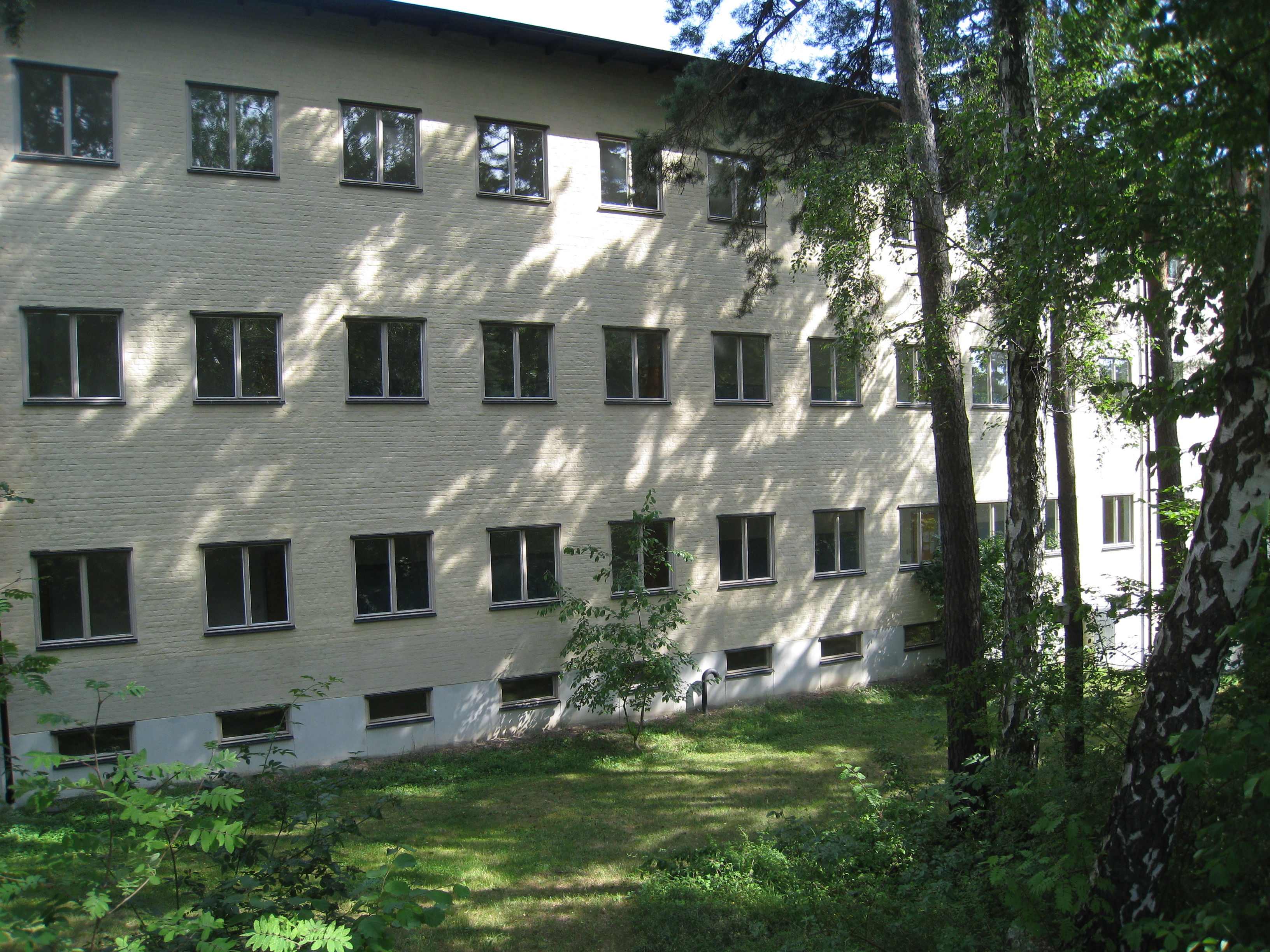
Äppelviksskolan, Alviksvägen 97, Äppelviken (1941), arkitekt Paul Hedqvist.
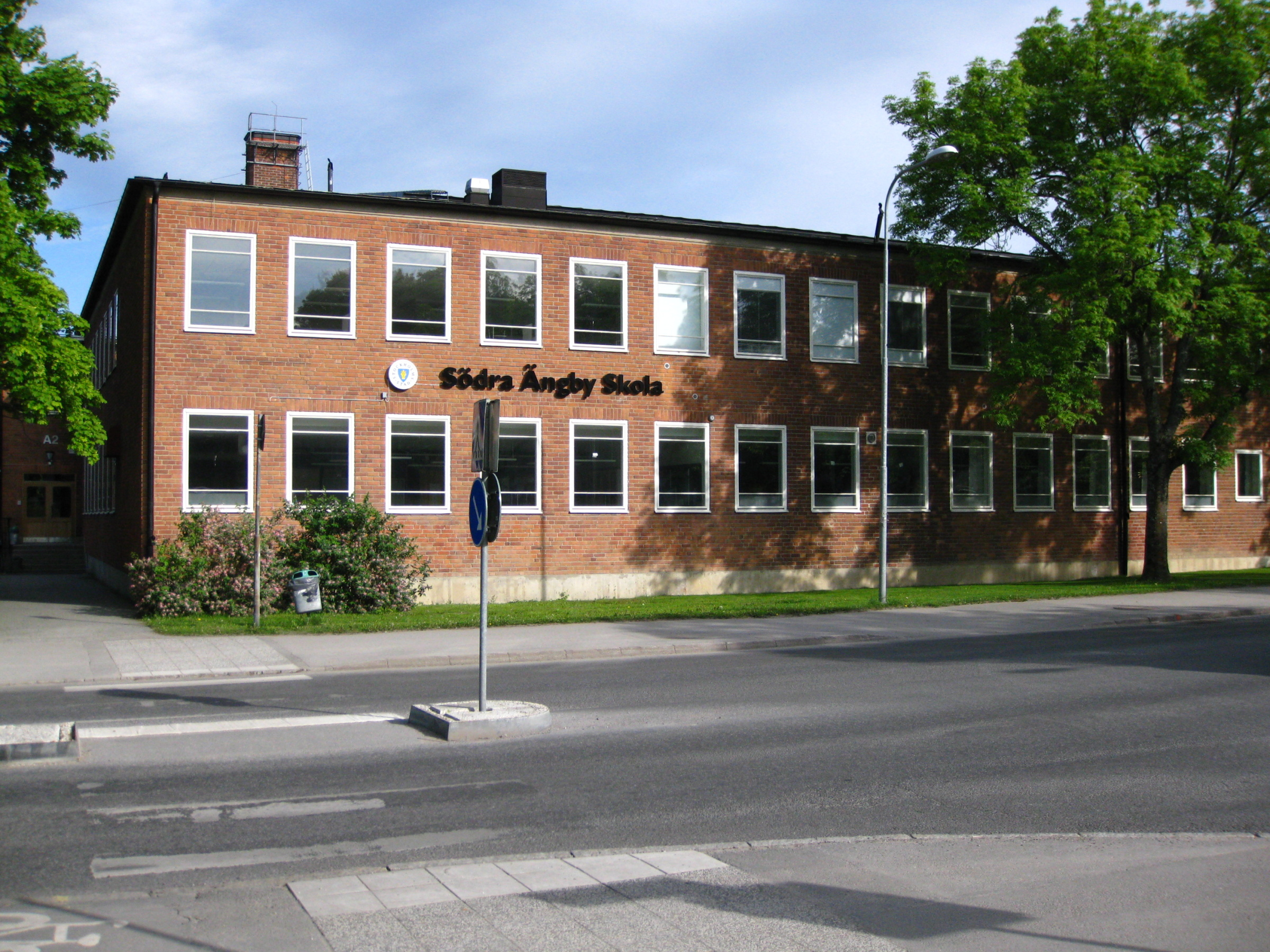
Södra Ängby skola, Blackebergsvägen 100, Södra Ängby (1946), arkitekt Ture Ryberg. Skolan renoverades samt byggdes till år 2008/2009.
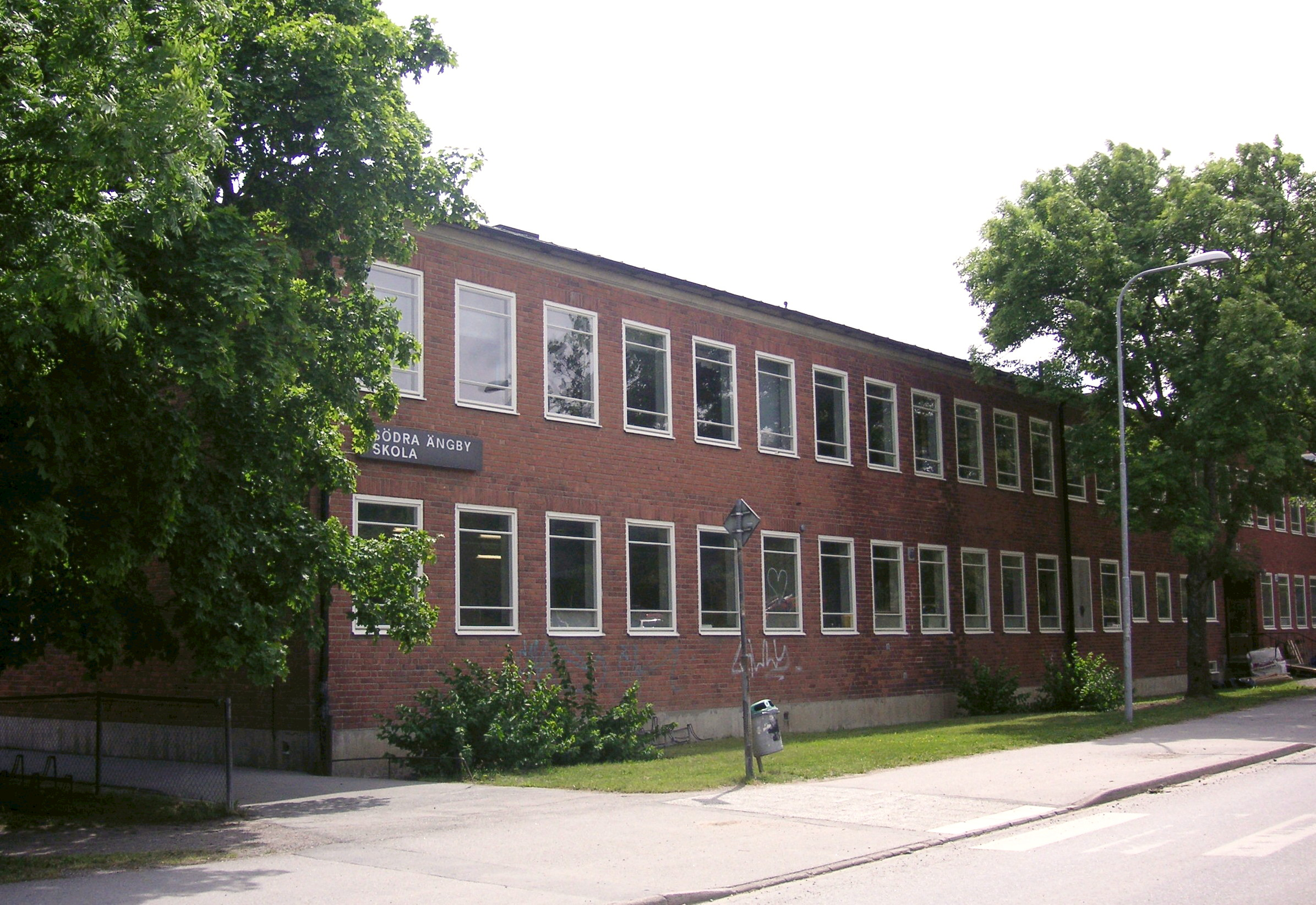
Södra Ängby skola, Blackebergsvägen 100, Södra Ängby (1946), arkitekt Ture Ryberg.
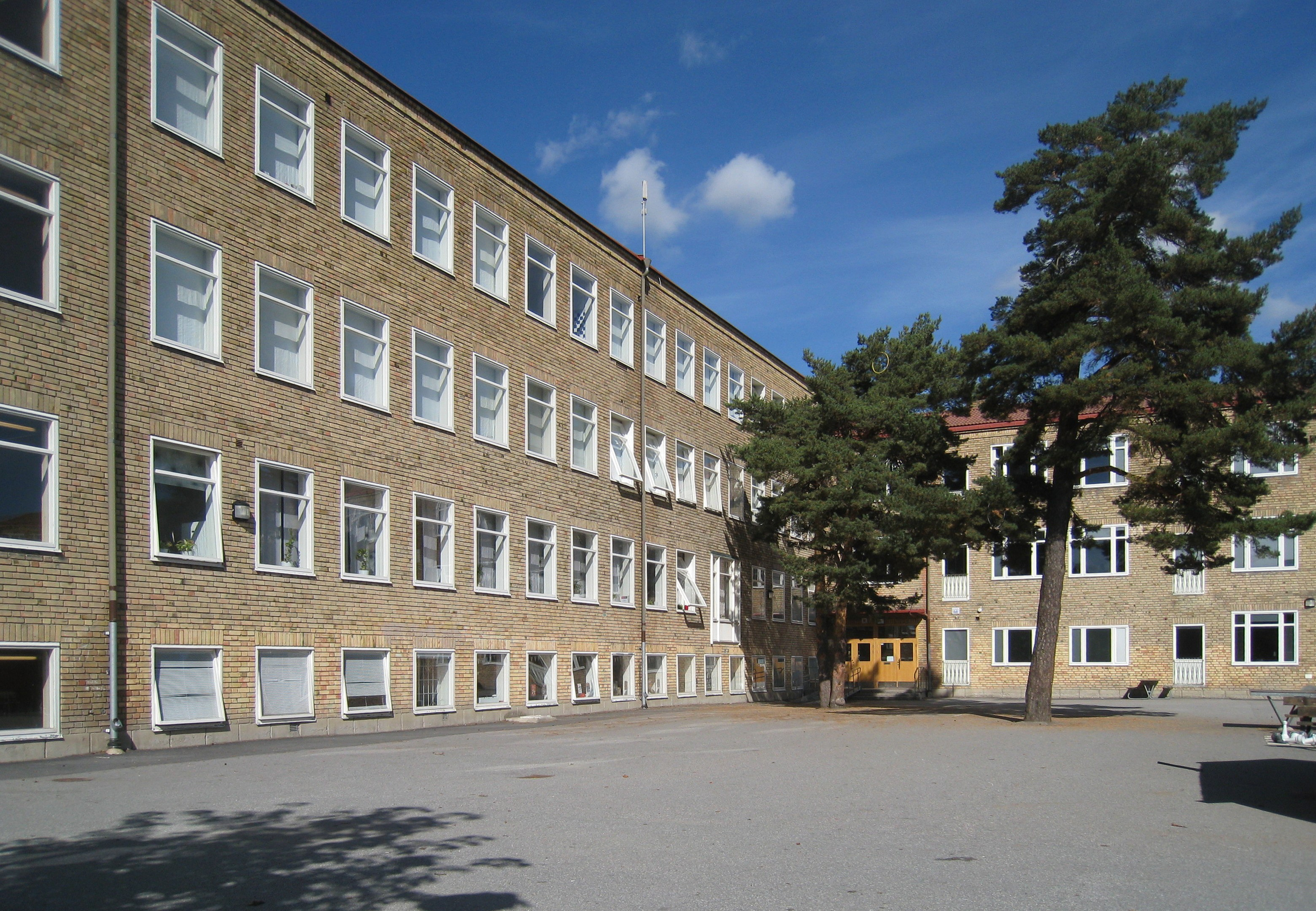
Abrahamsbergsskolan, Gustav III:s väg 2, Abrahamsberg (1946), arkitekt Paul Hedqvist.
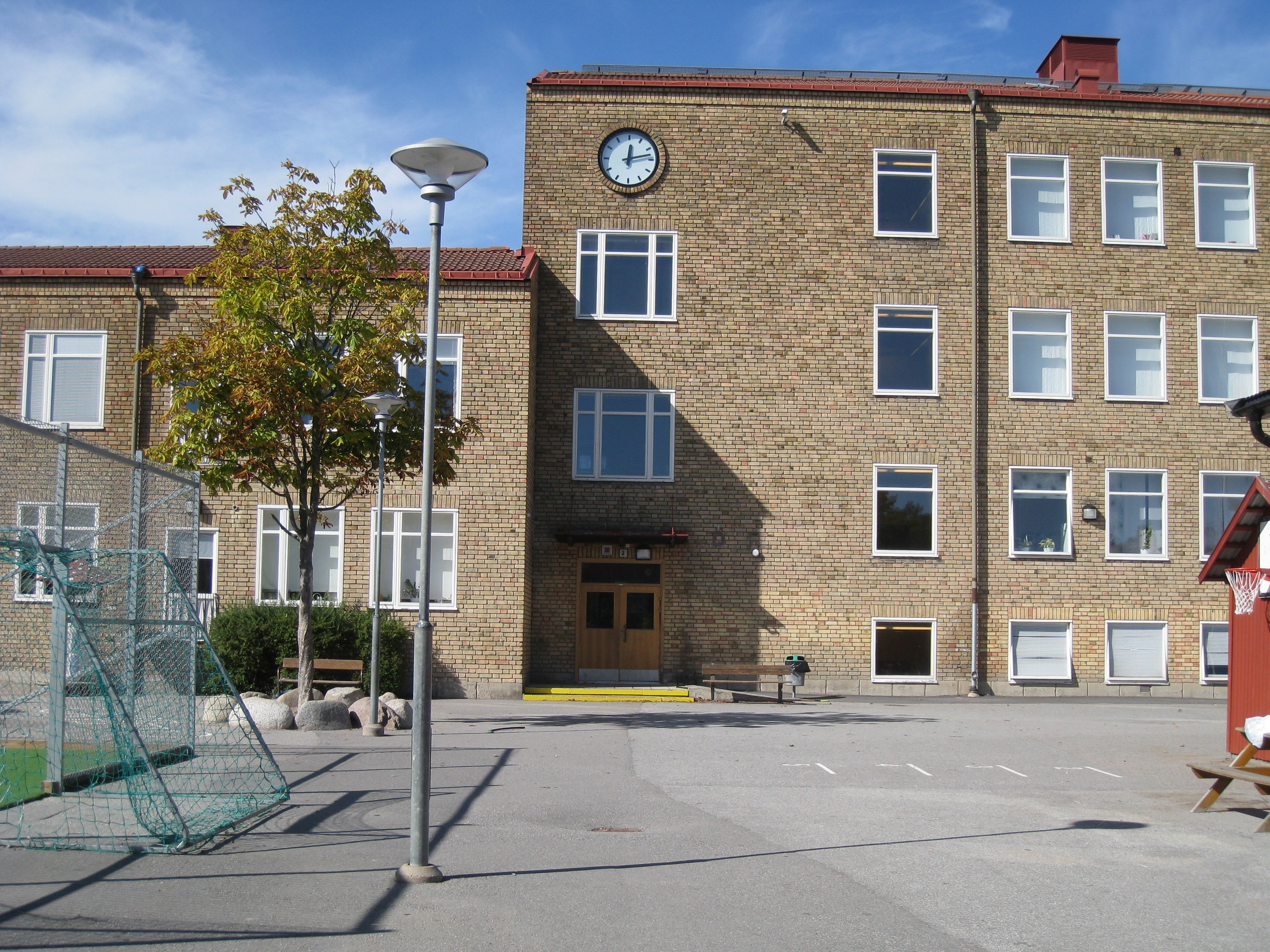
Abrahamsbergsskolan, Gustav III:s väg 2, Abrahamsberg (1946), arkitekt Paul Hedqvist.
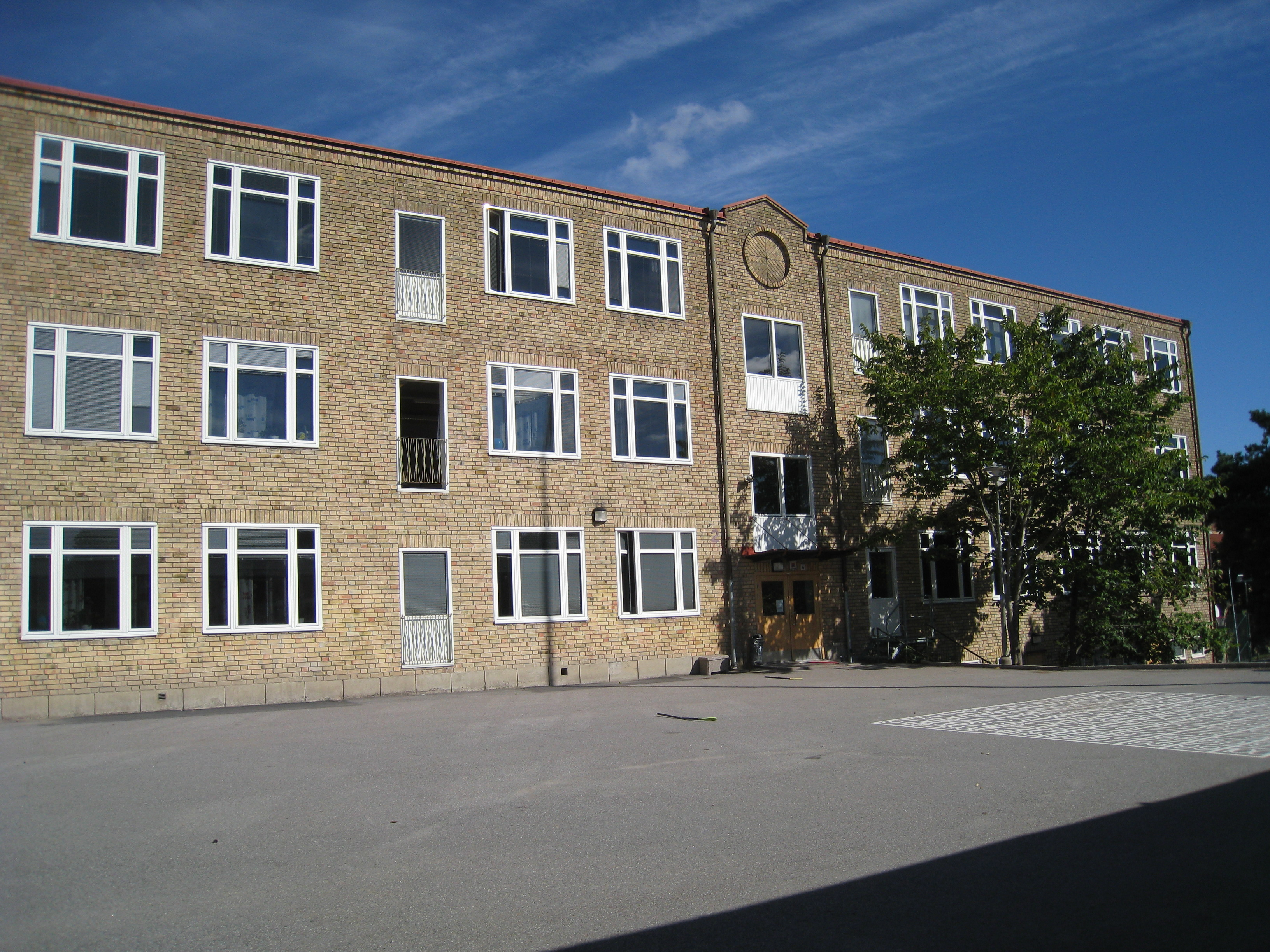
Abrahamsbergsskolan, Gustav III:s väg 2, Abrahamsberg (1946), arkitekt Paul Hedqvist.
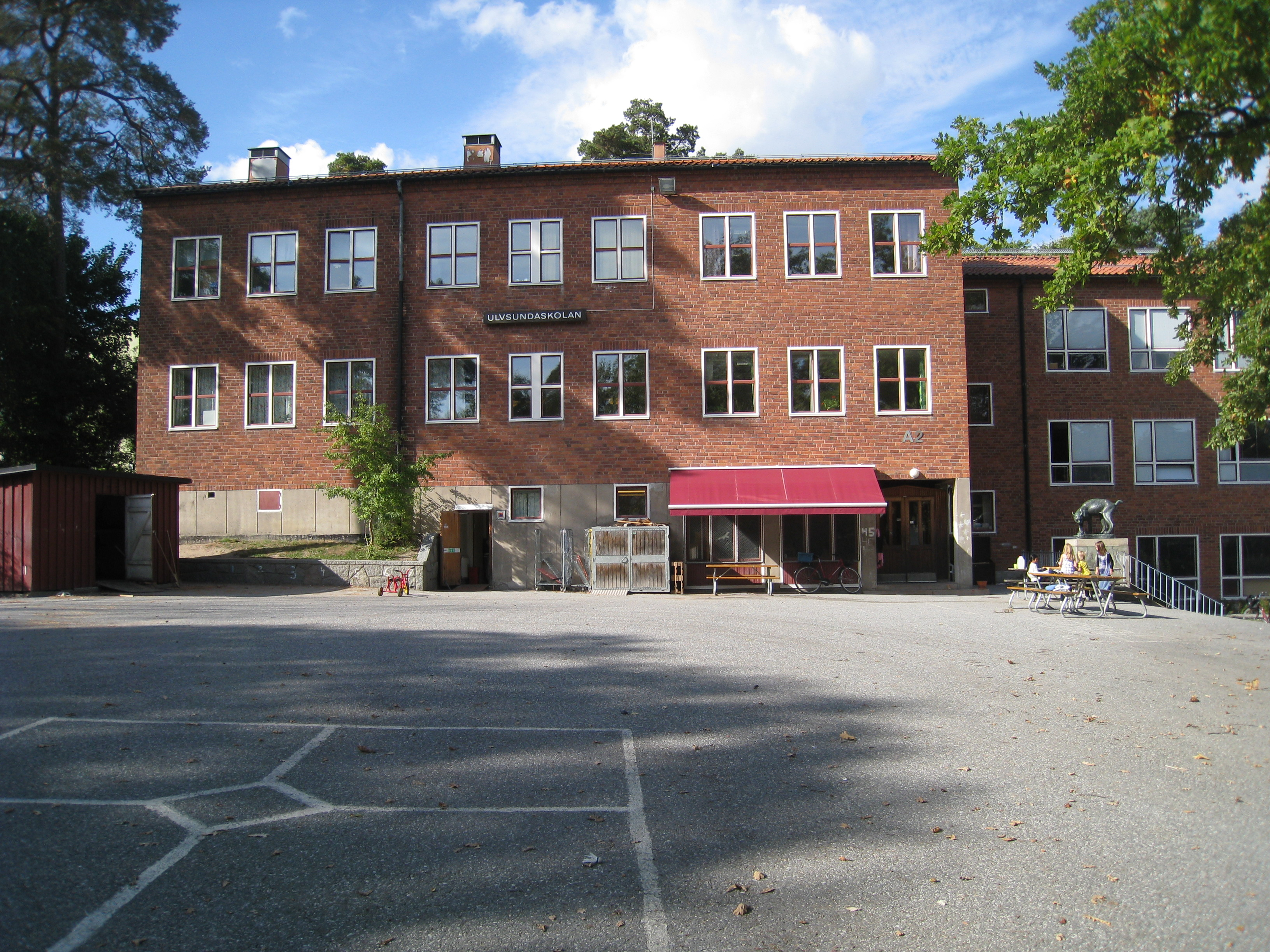
Ulvsundaskolan, Johannesfredsvägen 45, Ulvsunda (1948), arkitekt Björn Hedvall.
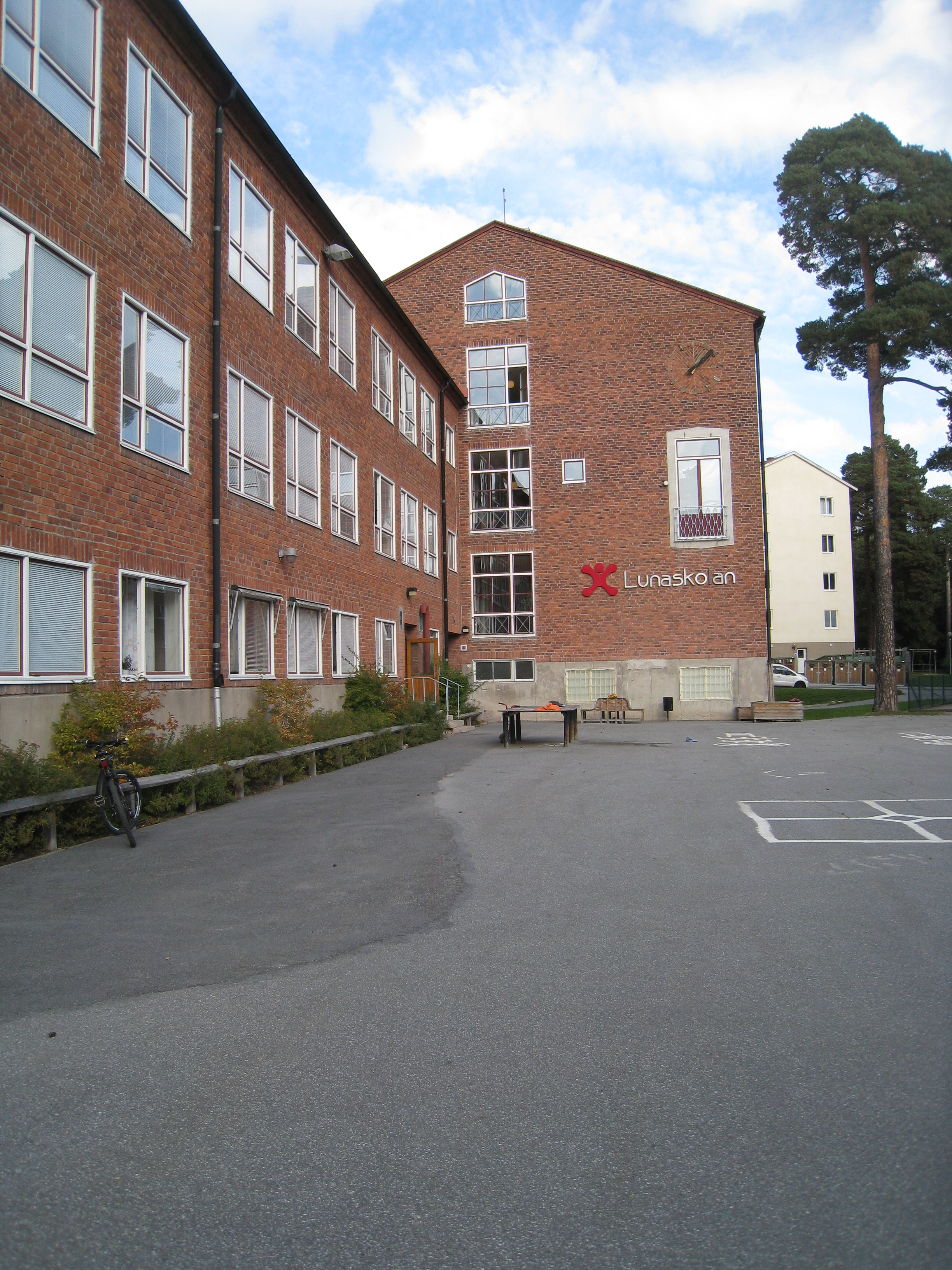
Ulvsundaskolan, Johannesfredsvägen 45, Ulvsunda (1948), arkitekt Björn Hedvall.
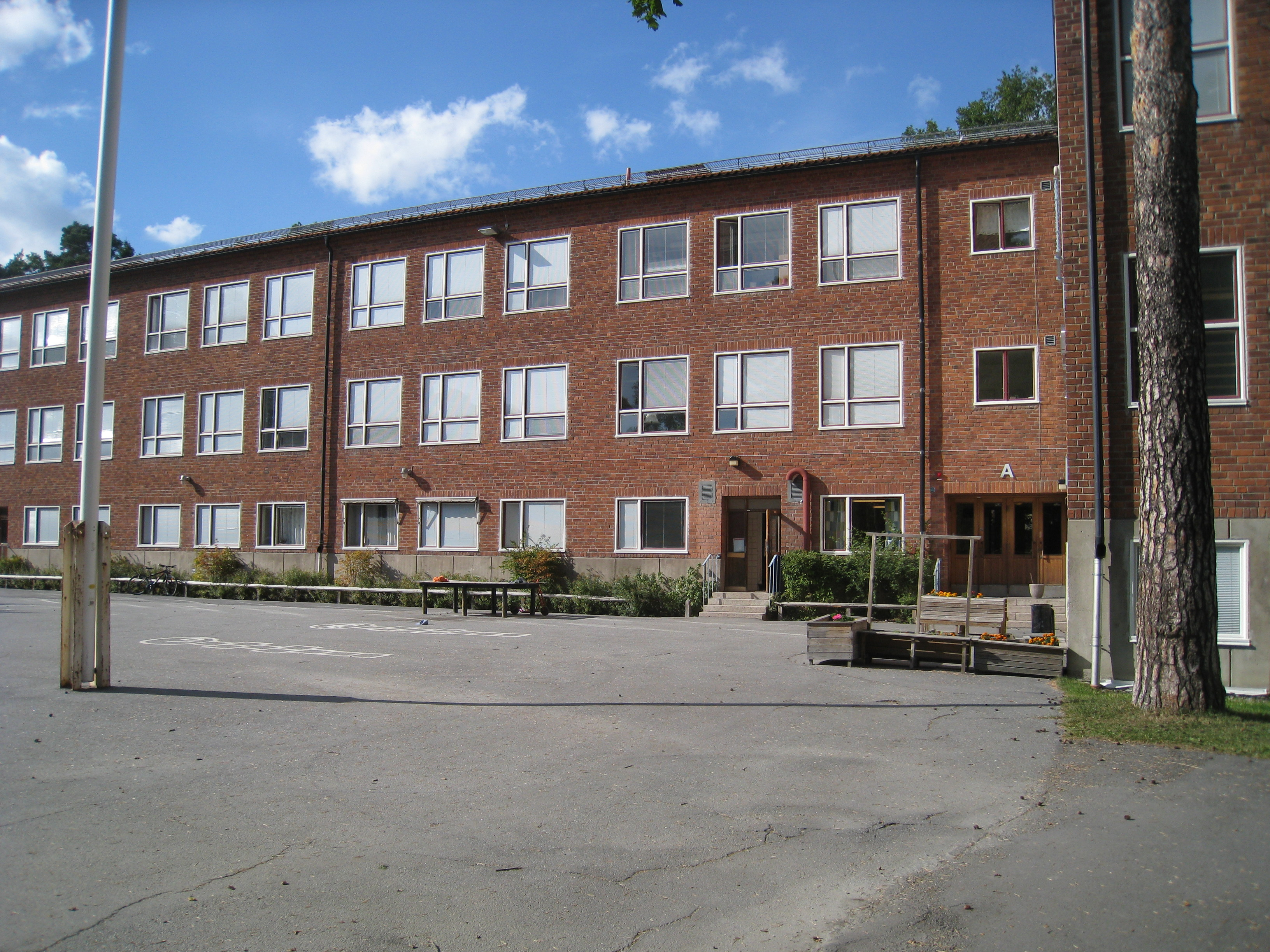
Ulvsundaskolan, Johannesfredsvägen 45, Ulvsunda (1948), arkitekt Björn Hedvall.
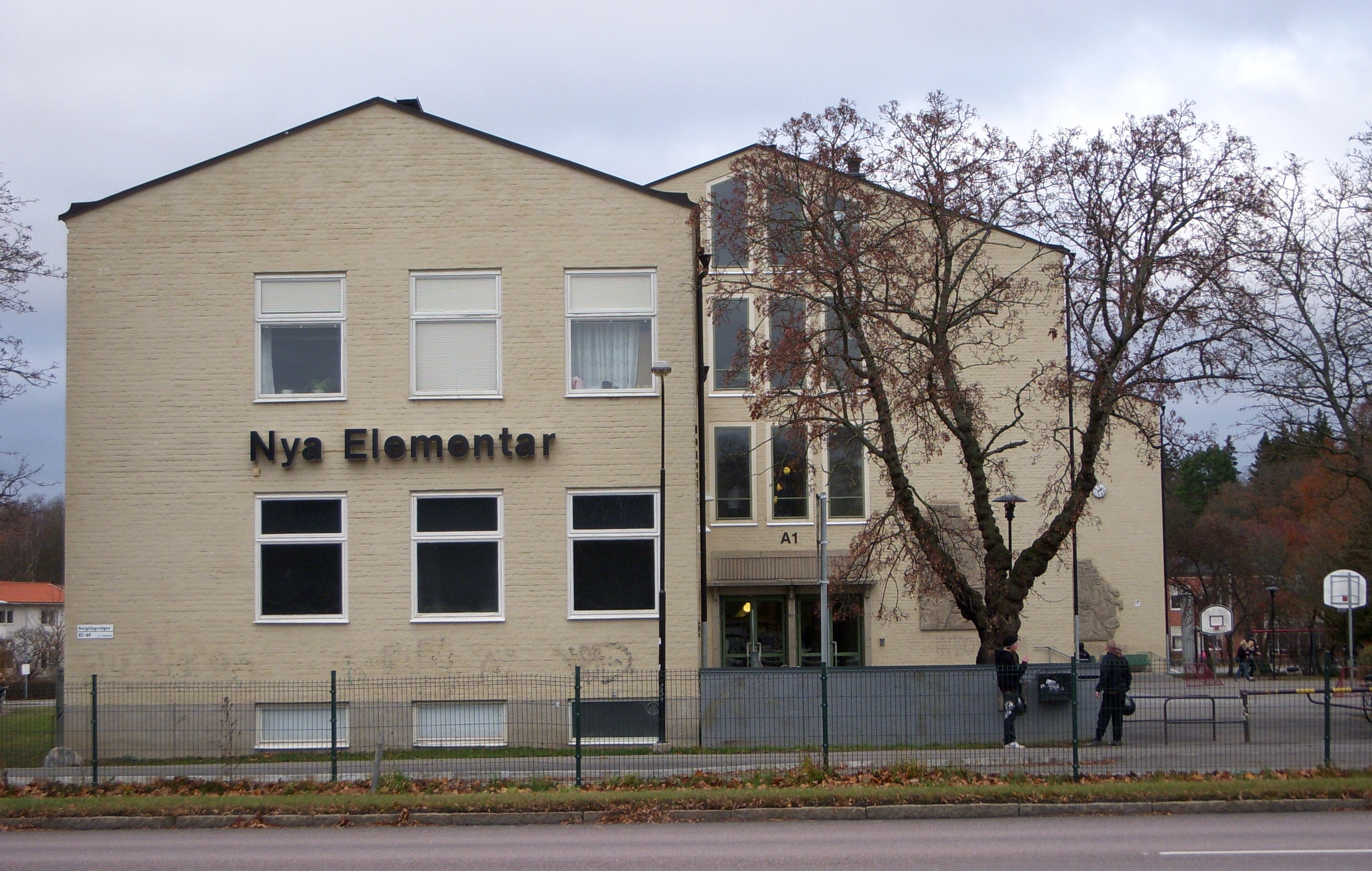
Nya Elementar, Bergslagsvägen 80, Åkeshov (1948), arkitekt Åke E. Lindqvist.
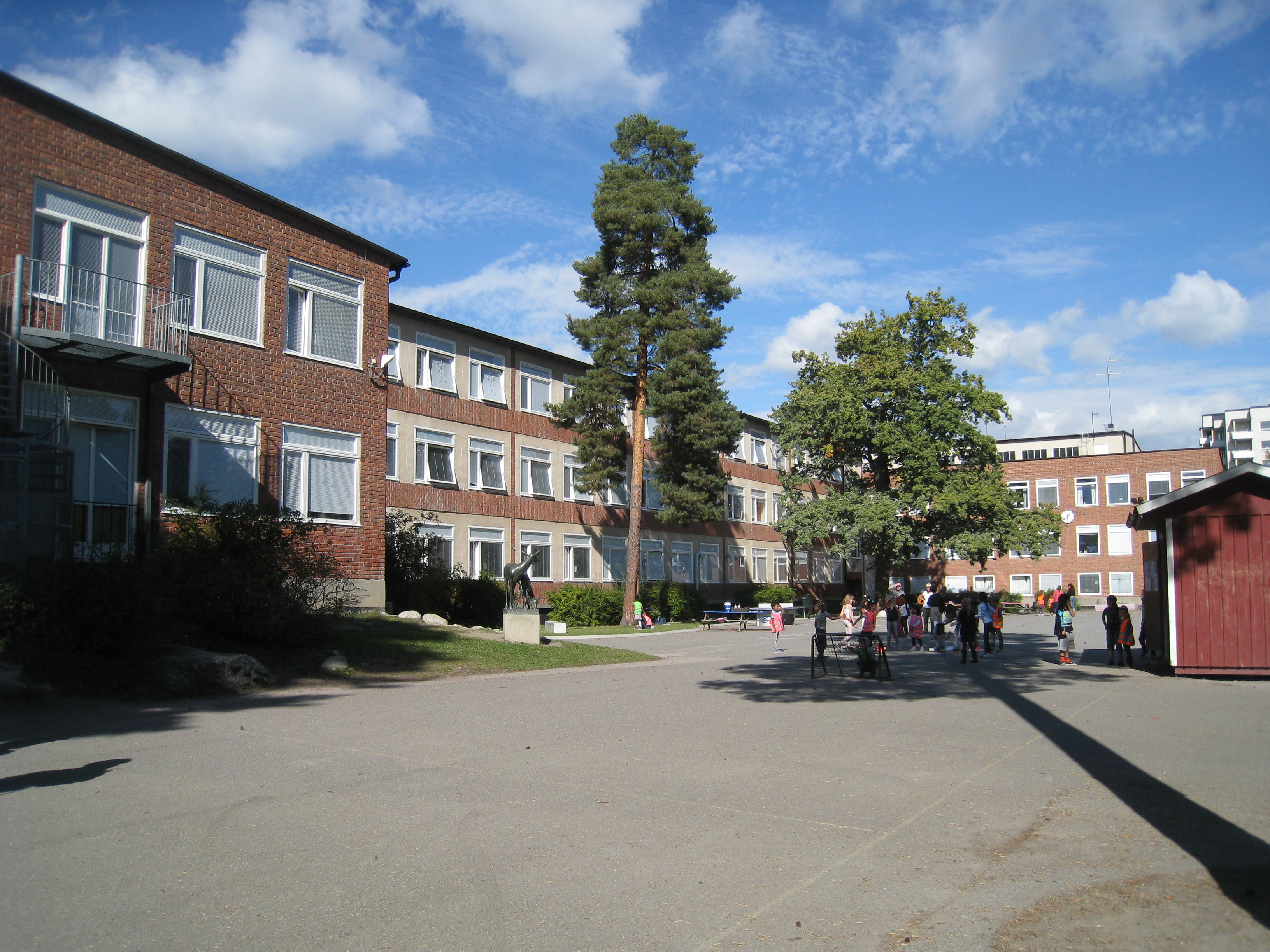
Blackebergsskolan, Björnsonsgatan 132, Blackeberg (1951), arkitekt Åke E. Lindqvist.
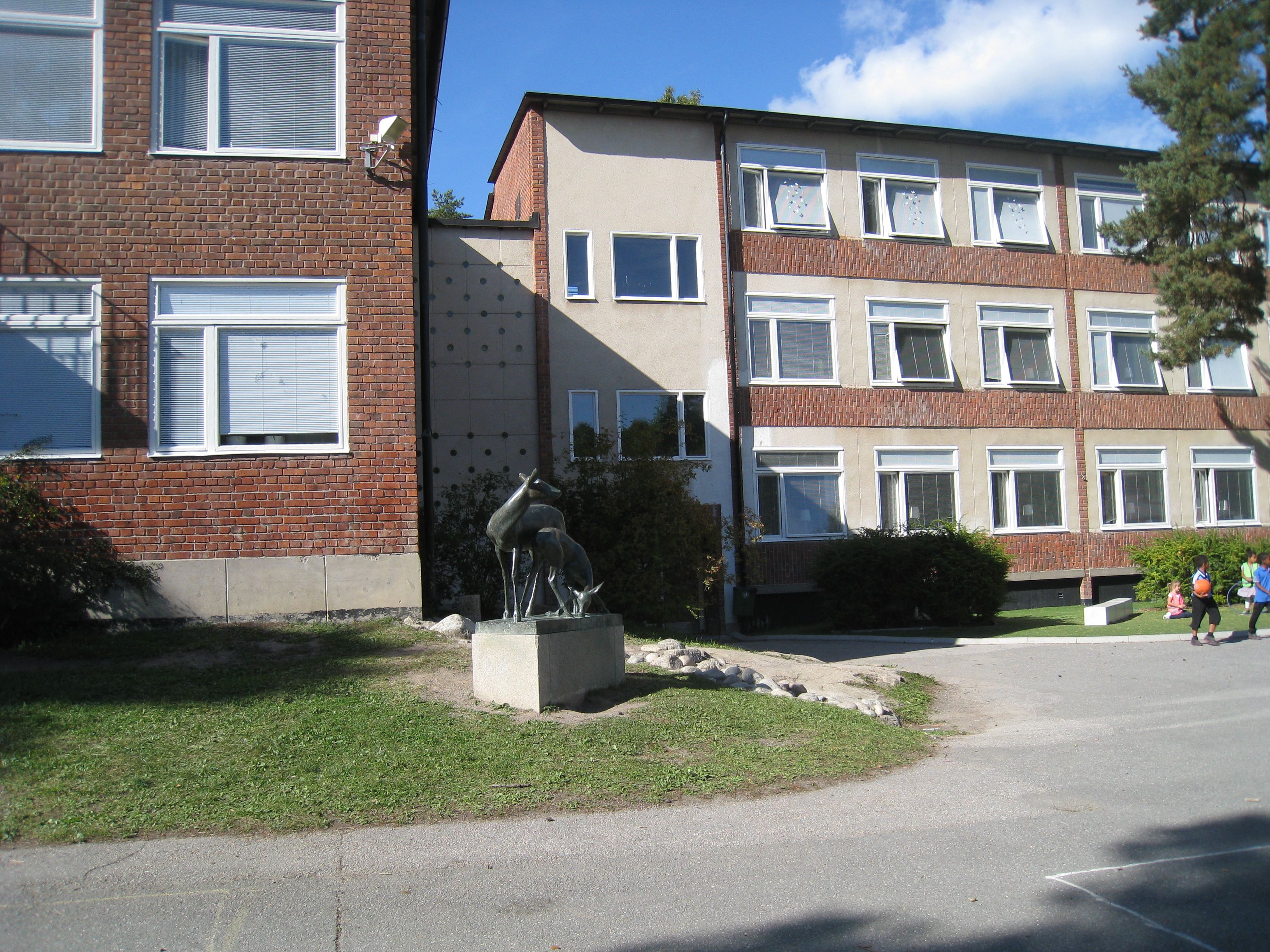
Blackebergsskolan, Björnsonsgatan 132, Blackeberg (1951), arkitekt Åke E. Lindqvist.
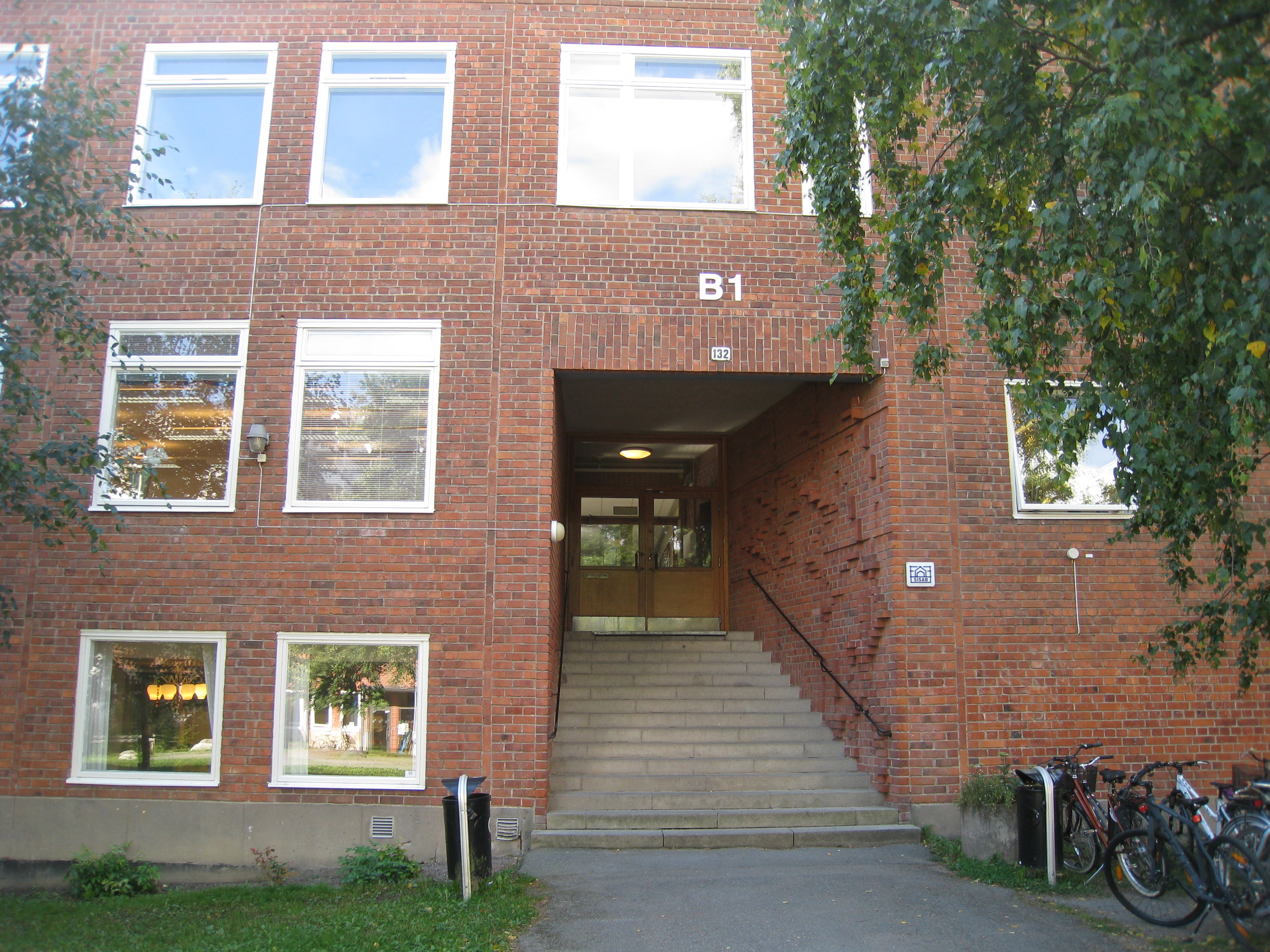
Blackebergsskolan, Björnsonsgatan 132, Blackeberg (1951), arkitekt Åke E. Lindqvist.
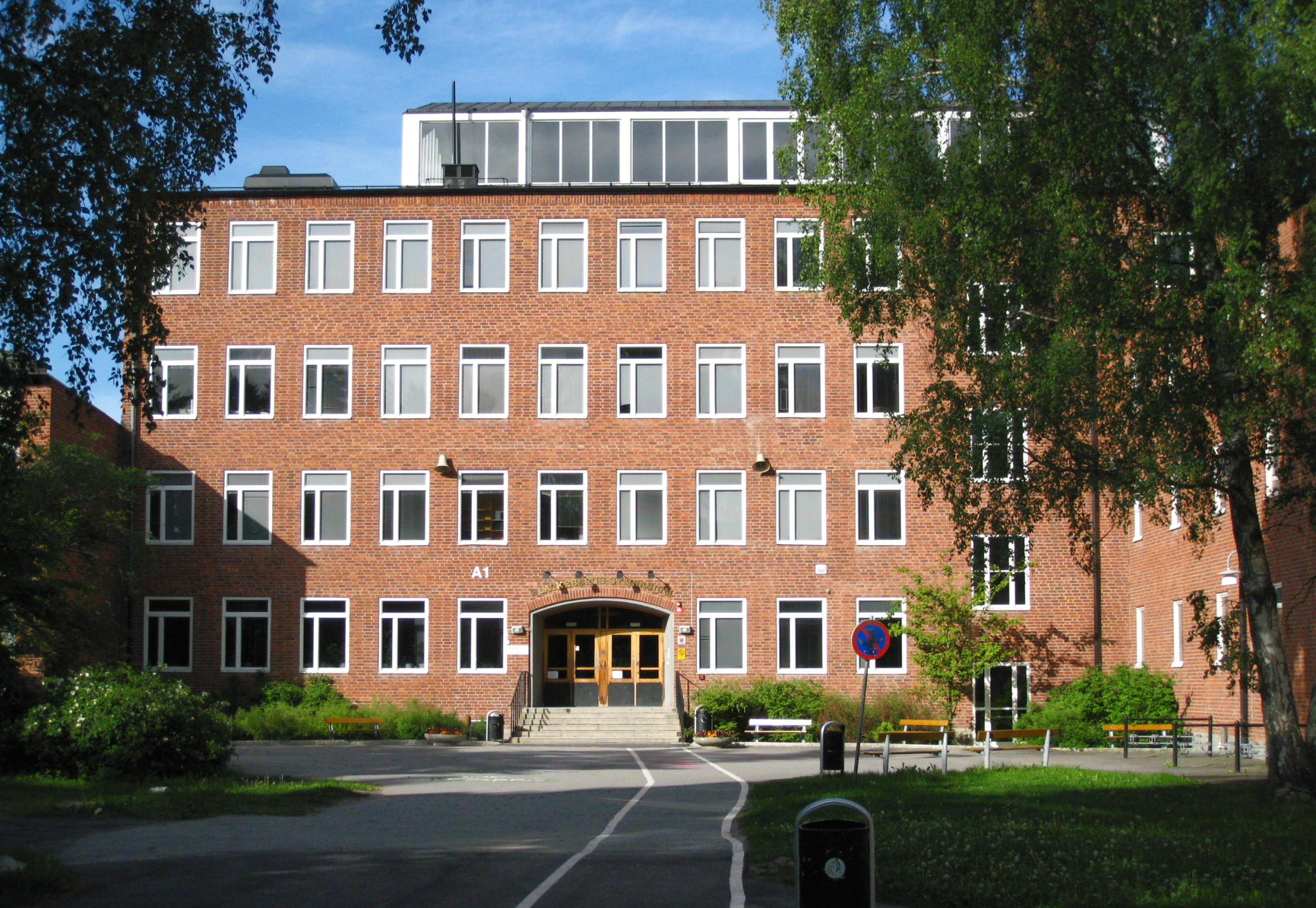
Blackebergs gymnasium, Wergelandsgatan 22, Blackeberg (1952), arkitekt Gunnar Forszén.
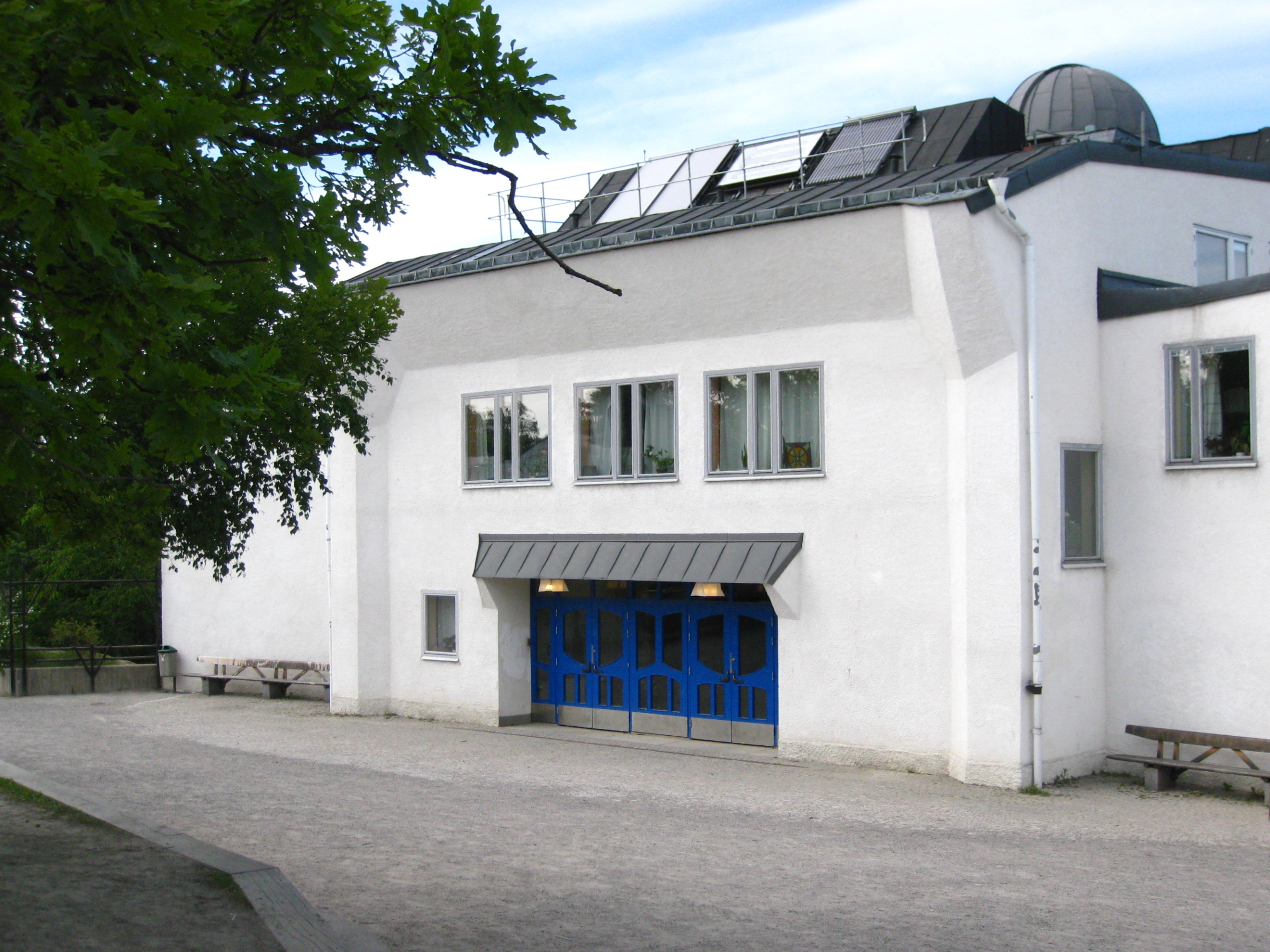
Kristofferskolan, Marklandsbacken 11, Åkeslund, nära Brommaplan (1966), arkitekt Erik Asmussen.